# Neymar
Pour les articles homonymes, voir Silva, Santos (homonymie) et Júnior.
Pour le film indien de 2023, voir Neymar (film)
Neymar da Silva Santos Júnior, dit Neymar Jr. ou simplement Neymar, né le 5 février 1992 à Mogi das Cruzes (Brésil), est un footballeur international brésilien qui évolue au poste d'ailier gauche ou milieu offensif au Santos FC. Considéré comme l'un des plus grands footballeurs brésiliens et du monde, il est connu pour sa qualité technique, ses dribbles et son efficacité.
Évoluant depuis très jeune au Santos FC, Neymar remporte la Coupe du Brésil, deux championnats de l'État de São Paulo et la Copa Libertadores avec son club formateur. Il rejoint en 2013 le FC Barcelone, en Espagne, où il forme un trio offensif légendaire avec Lionel Messi et Luis Suárez et remporte notamment le Championnat d'Espagne et la Ligue des champions. Ces performances lui permettent de figurer troisième du Ballon d'or en 2015 et 2017 aux côtés de Cristiano Ronaldo et Lionel Messi.
En 2017, il rejoint le Paris Saint-Germain, devenant le joueur le plus cher de l'histoire du football avec un transfert record évalué à 222 M€. Son passage dans le club de la capitale française est marqué par plusieurs titres nationaux, une finale de Ligue des Champions en 2020 mais aussi de nombreuses blessures et polémiques. Après six saisons contrastées en France, il rejoint brièvement le championnat saoudien avant de retourner dans son club formateur brésilien, le Santos FC.
Avec la sélection brésilienne, Neymar remporte à l'âge de 19 ans le championnat d'Amérique du Sud des moins de 20 ans. L’année suivante, le Brésil remporte avec lui la médaille d'argent aux Jeux olympiques d'été de 2012 avant de glaner la médaille d'or quatre ans plus tard à domicile. Vainqueur de la Coupe des confédérations 2013 où il est élu meilleur joueur du tournoi, Neymar se blesse en quart de finale du Mondial 2014 organisé dans son pays et voit ses coéquipiers subir un revers historique face à l'Allemagne en demi-finale (1-7). Lors de la Coupe du monde 2018 en Russie et celle de 2022 au Qatar, le Brésil est éliminé à deux reprises lors des quarts de finale contre la Belgique et la Croatie. Il est également finaliste de la Copa América 2021 où il est membre de l'équipe-type du tournoi. Sélectionné depuis 2010, il est le capitaine de l'équipe nationale du Brésil depuis 2014 et le meilleur buteur de l'histoire de la Seleção avec 79 réalisations, devant Pelé (77 buts).
Détenteur de nombreuses récompenses individuelles, Neymar est considéré comme l'un des meilleurs footballeurs de l'histoire. Sa personnalité, ses prises de position et sa vie privée sont plus controversées. Ambassadeur de nombreuses marques, il est l'un des sportifs les mieux rémunérés et l'une des personnes les plus suivies au monde sur les réseaux sociaux. Il possède également son propre « Institut Neymar Jr » dans l'État de São Paulo qui vise à aider de jeunes brésiliens défavorisés en leur offrant un accès au sport et à l'éducation.

## Biographie

### Naissance, jeunesse et formation

#### Enfance à São Paulo

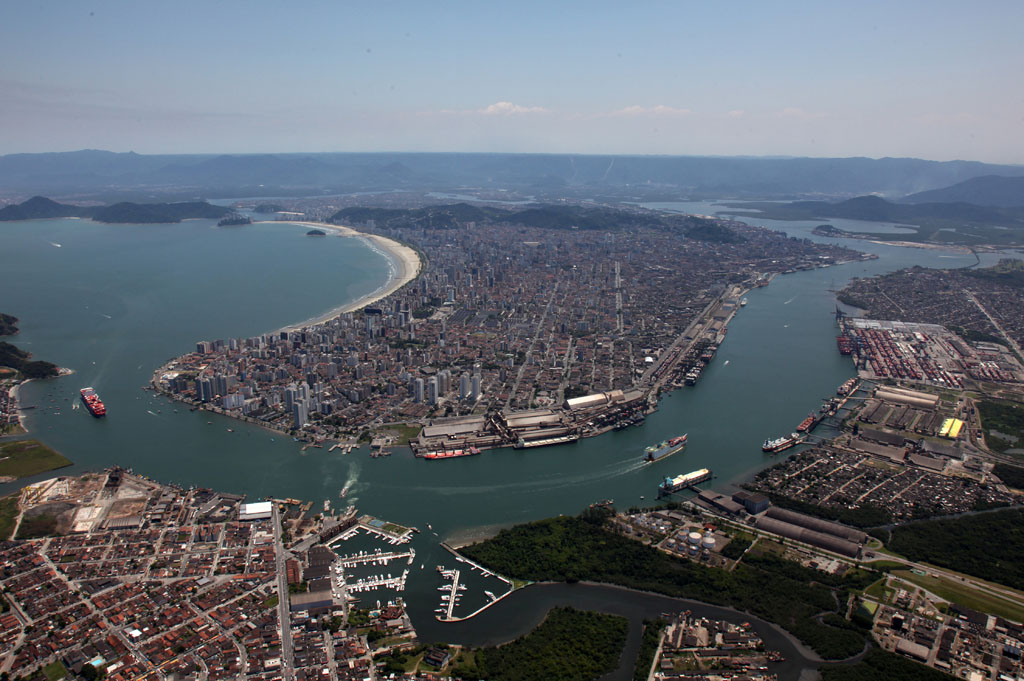
La ville de Santos, dans l'État de São Paulo, au Brésil, où Neymar joua pendant une décennie.

Neymar da Silva Santos Júnior naît le 5 février 1992 à Mogi das Cruzes, une ville située dans l'État de São Paulo, à environ 45 km de São Paulo, au Brésil. Il est le fils de Neymar Santos Sr. et de Nadine Santos (née da Silva). Il hérite à la naissance du prénom de son père, ancien footballeur qui deviendra son conseiller. Neymar explique le rôle important que tient son père auprès de lui : « Mon père a été à mes côtés depuis que je suis tout petit. Il prend soin des choses, de mes finances et de ma famille ».
En grandissant, Neymar joue à la fois au futsal et au football de rue, deux variantes du football traditionnel qui le passionnent. En 1995, Neymar déménage avec sa famille à São Vicente, où il commence à jouer pour l'AA Portuguesa Santista. Ensuite, en 2003, ils déménagent à Santos, ville portuaire du Brésil, où Neymar rejoint le Santos FC.
Avec le succès de sa jeune carrière et des revenus supplémentaires toujours plus importants, la famille de Neymar achète leur première propriété, une maison à côté de la Vila Belmiro où le Santos FC évolue à domicile. De ce fait, leur qualité de vie familiale s’améliore progressivement, à l'âge de 15 ans, Neymar gagne 10 000 réaux brésiliens par mois (environ 1 800 euros) et à 16 ans, cela atteint 25 000 par mois (environ 3 700 euros). Entretemps, en 2005, alors qu'il n'a que 13 ans, Neymar est sur le point de signer un contrat au Real Madrid, mais son père décide qu'il reste au Santos FC,.

#### Formation avec lesPeixe
À 17 ans, il signe un contrat professionnel avec ce club et rejoint leur centre de formation dans la foulée, qui a, dans le passé, accueilli de nombreux internationaux brésiliens tels que Bruno Coutinho, Clodoaldo, Elano et Alex. De plus, à l'instar de Pepe, Pelé ou encore Robinho, Neymar commence sa carrière au Santos FC. Pendant cette période, Neymar se lie d'amitié avec Ganso, coéquipier qu'il retrouvera en sélection brésilienne.

### Carrière

#### Débuts au Santos FC (2008-2009)
Le 7 mars 2009, Neymar fait ses débuts professionnels lors d'un match de championnat de São Paulo contre le Oeste FC. Il entre sur le terrain à la cinquante-neuvième minute de jeu en remplaçant Mauricio Molina. Une semaine plus tard, Neymar marque son premier but en compétition officielle lors de son troisième match contre le Mogi Mirim EC. Le mois d'après, plus précisément, le 11 avril 2009, Neymar marque le but décisif contre Palmeiras en championnat lors de la demi-finale 2009. En finale, cependant, le Santos FC subit une lourde défaite 4-2 face aux SC Corinthians Paulista. Individuellement, Neymar inscrit 14 buts en 48 matchs pour sa première saison professionnelle.
En octobre 2009, Neymar participe à la Coupe du monde des moins de 17 ans au Nigeria avec la sélection brésilienne. Il ouvre son compteur dès le premier match face au Japon (victoire du Brésil 3-2). Néanmoins, les Auriverdes sont éliminés dès le premier tour après seulement trois matchs.

#### Ascension en club, premier pas avec laSeleção(2009-2010)

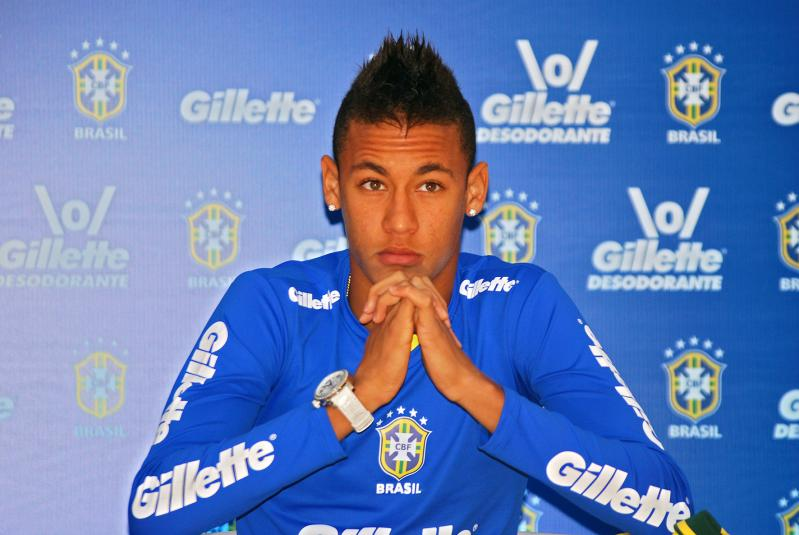
Neymar lors d'une conférence de presse avec l'équipe du Brésil (2010).

En 2010, Neymar continue son ascension et confirme ses bonnes performances entrevues l'année précédente. Ainsi, le 5 février 2010, il inscrit un but à l'occasion d'un match du championnat de São Paulo contre Santo André, but qui huit mois plus tard, est présélectionné par la Fédération internationale de football association (FIFA) pour le Prix Puskás 2010. Deux jours après, le Santos FC joue le grand match contre le São Paulo FC à l'Arena Barueri à l'occasion de la septième journée du championnat de São Paulo. Durant ce match, Neymar inscrit le premier but du match d'un penalty Paradinha, sous les yeux d'un Rogério Ceni désorienté,.
Le 15 avril 2010, à l'occasion des huitièmes de finale de la Coupe du Brésil, Neymar réalise un quintuplé face au Guarani FC. Il remporte ensuite la coupe, terminant meilleur buteur avec onze buts. Trois jours plus tard, lors des demi-finales aller du championnat de São Paulo, le Santos FC affronte de nouveau le São Paulo FC au stade Urbano-Caldeira. Neymar inscrit un doublé, le second de nouveau sur un pénalty Paradinha,. Un mois plus tard, la FIFA interdit cette manière de tirer un pénalty. Les performances de Neymar pour le Santos FC établissent des comparaisons avec d'autres Brésiliens, dont Robinho et la légende brésilienne Pelé. Au terme de cette saison, son équipe remporte le championnat 2010. Auteur de 14 buts en 19 matchs, il est élu meilleur joueur et meilleur attaquant de cet exercice.
La même année, le Santos FC rejette une offre de 12 millions de livres sterling de West Ham United qui évolue alors en Premier League, et plus tard une autre offre d'un club anglais Chelsea FC,. Le Santos FC refuse de vendre Neymar et lui-même déclare « je suis concentré uniquement sur Santos », son agent, Wagner Ribeiro, prononce dans le même temps un discours contradictoire sur sa carrière en déclarant « Il veut devenir le meilleur joueur du monde. Les chances de lui faire cela tout en jouant au Brésil sont nulles »,. Neymar admet cependant un an plus tard, dans une interview avec le Daily Telegraph, qu'il était heureux de l'intérêt du Chelsea FC tout en précisant qu'à l'époque il avait pris la bonne décision de rester dans son pays natal.
Le 30 novembre 2010, le Santos FC vend une part des frais de transfert à venir de 5 % à un groupe d'investissement, Terceira Estrela Investimentos. L'année précédente, sa famille avait vendu 40 % des droits sportifs de Neymar au groupe Esporte DIS qui avait été un partenaire stratégique à long terme du club de football du Santos FC. Lors du mercato estival de 2010, le club anglais du Chelsea FC souhaite régler la clause libératoire de Neymar et propose 30 millions d'euros pour le jeune joueur. Les dirigeants, craignant de le voir partir, lui proposent un contrat très lucratif assorti d’une clause libératoire de 45 millions d'euros. Neymar accepte et prolonge jusqu’en décembre 2015. Il déclare en parallèle, qu'il souhaite remporter la Copa Libertadores 2011. Tandis que le 26 juillet 2010, Neymar endosse pour la première fois le maillot de la Seleção. En effet, le nouveau sélectionneur Mano Menezes le convoque pour un match amical contre les États-Unis (2-0), le 10 août 2010. Pour sa première sélection. Il inscrit son premier but, de la tête, sur un centre d'André Santos.
Par la suite, Neymar retrouve son club et le 15 septembre 2010, il est vexé de se voir interdire par son entraîneur de tirer un pénalty contre l'Atlético Goianiense en championnat brésilien. Neymar l'insulte à la suite de cette décision. Il joue alors les dix dernières minutes du match en se comportant de manière individualiste. Les deux hommes se brouillent et Neymar est exclu du groupe durant un match. Les dirigeants règlent le litige en licenciant l’entraîneur.
Le 26 décembre 2010, Neymar est sélectionné par le quotidien uruguayen El País (Montevideo) qui désigne le meilleur joueur sud-américain, pour l'année 2010 à la suite de ses performances en club. Il se classe troisième derrière Andrés D'Alessandro et Juan Sebastián Verón avec quarante-sept points.

#### Réussite en club, échec en sélection (2010-2011)

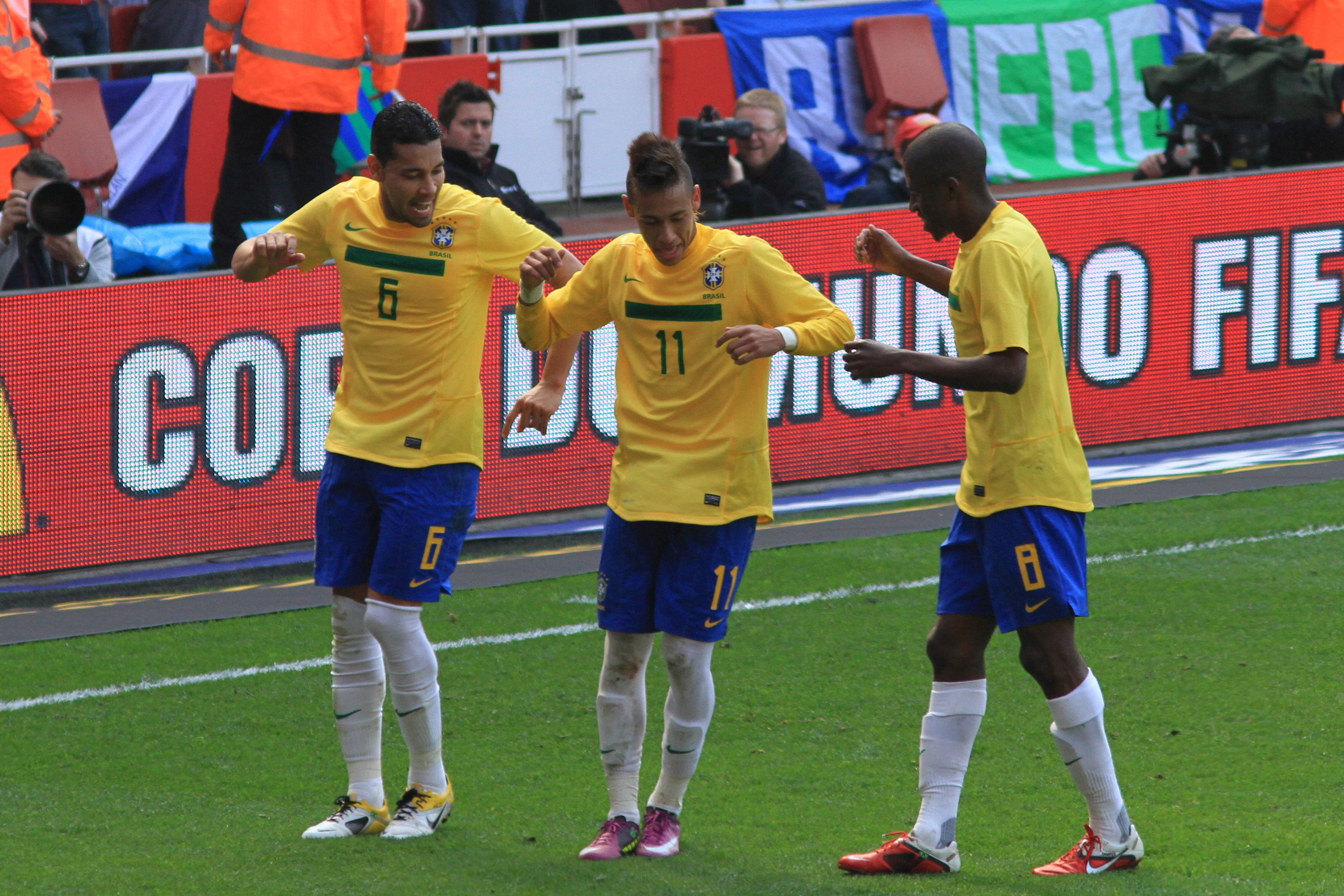
Neymar célèbre son but contre l'Écosse avec ses coéquipiers André Santos et Ramires (2011).

Le 27 mars 2011, le Brésil affronte, en match amical, l'Écosse. Neymar marque à cette occasion un doublé décisif qui permet au Brésil de l'emporter (2-0) à l'Emirates Stadium. Mais durant la partie, il est victime de racisme de la part des supporters qui lui jettent une banane. Quatre jours plus tard, la Fédération écossaise de football demande des excuses au Brésil.
Le 7 avril 2011, Neymar reçoit un carton rouge pour avoir enfilé un masque à son effigie dans le match du deuxième tour de la Copa Libertadores contre le club chilien de Colo-Colo, après avoir marqué le troisième but de son équipe (victoire du Santos FC 3-0). Le même mois, Neymar, est interrogé par Sky Sport 24. À cette occasion, il déclare qu'il ne pense qu'à la Copa América 2011 qui se déroulera en Argentine début juillet.
Le 15 mai 2011, il inscrit le deuxième but lors de la finale du championnat de São Paulo contre le SC Corinthians Paulista et offre à son club un deuxième titre consécutif dans cette compétition, il en est élu meilleur joueur et meilleur attaquant pour la deuxième fois de sa carrière.
Le 26 mai 2011, lors du match aller de la demi-finale de la Copa Libertadores, où le Santos FC est opposé au club paraguayen Cerro Porteño, Neymar dribble un joueur sur le côté gauche et centre pour Edu Dracena qui marque le but de la victoire du Santos FC. Six jours plus tard, Neymar déclare qu'il veut emmener Santos FC en Coupe du monde des clubs. Lors de la demi-finale retour, il marque le troisième but du match depuis son côté préféré, le gauche, le match se termine sur un score nul (3-3). Le club brésilien se qualifie donc pour la finale face au club uruguayen de Peñarol après 8 ans d'absence.
Les 4 juin et 8 juin 2011, il joue avec la Seleção deux matches préparatoires à la Copa América 2011 contre les Pays-Bas et la Roumanie au Brésil. Dans le deuxième match, Neymar s'illustre en offrant le seul but du match à Fred. À cette occasion, la légende vivante Ronaldo dispute le dernier match de sa carrière professionnelle, il a en effet été convoqué par la Confédération brésilienne afin d'honorer l'ensemble de sa carrière. À l'issue de ce match, Mano Menezes annonce la liste des 22 joueurs convoqués pour disputer la Copa América en Argentine. Le 16 juin 2011, Neymar joue la finale aller de la Copa Libertadores contre le club uruguayen du CA Peñarol au stade Centenario, les Peixe obtiennent le point du match nul (0-0) à l'extérieur.
Le 22 juin 2011, le Santos FC remporte le match retour (2-1),. Neymar inscrit le premier but du match à la quarante-septième minute de jeu sur une frappe au-dessous de la main droite du gardien Sebastián Sosa. Il réalise son rêve en remportant la Copa Libertadores. Il termine la compétition ainsi troisième meilleur buteur avec six buts.
Après la victoire en Copa Libertadores, Pelé et Ronaldo conseillent au jeune prodige d'aller au Real Madrid,. Neymar déclare ensuite qu'il aime autant l'un que l'autre les deux clubs phares espagnols que sont le FC Barcelone et le Real Madrid. Mais il déclare par la suite : « Je jouerai au Real Madrid ». Toutefois, le 30 juin 2011, le président du Santos FC Luis Álvaro de Oliveira Ribeiro affirme que le joueur restera au Brésil au moins jusqu'à 2012,, ce que confirme son agent Wagner Ribeiro.
Enfin, Neymar déclare officiellement qu'il reste au Santos FC jusqu’à la fin de son contrat avec le club dans une interview accordée à TV Globo, et qu'il veut affronter le FC Barcelone de Lionel Messi en finale de la Coupe du monde des clubs de la FIFA 2011.
Le 25 juin 2011, Neymar se rend au stage de l'équipe nationale pour préparer la Copa América, et déclare qu'il entretient de bons rapports avec son ami et coéquipier au Santos FC, Ganso,.
Lors du premier match, des Auriverdes ratent leur entrée dans le tournoi en réalisant un match nul (0-0) face au Venezuela, Neymar est néanmoins désigné homme du match. Lors du match suivant, la Seleção affronte le Paraguay et réalise de nouveau au match nul (2-2) grâce à des buts Jádson et Fred à la dernière minute, entré à la place de Neymar, sur des passes décisives de Ganso. L'équipe est incendiée par la presse brésilienne. Dans le dernier match de la phase de poule, le Brésil affronte l'Équateur dans un match décisif pour la qualification en phase finale. L'équipe se met au diapason et Neymar fait le spectacle en inscrivant un doublé (victoire du Brésil 4-2). Il marque un but à la quarante-neuvième, à la suite d'une passe en profondeur de Ganso, puis à la soixante-douzième minute de jeu du pied droit à la suite d'une passe de Maicon. L'un de ses tirs est également repoussé et permet à l'homme du match Alexandre Pato d'inscrire l'un de ses deux buts. Le Brésil se qualifie ainsi pour les quarts de finale de la Copa América et s'affrontera le Paraguay pour la deuxième fois en moins d'une semaine. En quart de finale, le Brésil perd son match en séance de tirs au but après la fin du temps réglementaire et de la prolongation (0-0). Les joueurs brésiliens n'inscrivent pas le moindre penalty alors que l'adversaire en marque deux. Dans ce match, Neymar rate une occasion sauvée par un défenseur adverse. Il est remplacé à la 80ᵉ minute par Fred. Le Brésil est éliminé, c'est la première fois qu'un champion en titre se fait éliminer dès les quarts de finale depuis 2001.
Au mercato estival 2011, il est convoité par le Real Madrid, le FC Barcelone et le Chelsea FC une nouvelle fois, ces équipes déclarent vouloir payer sa clause libératoire afin de le recruter.

#### Troisième championnat de São Paulo (2011-2012)

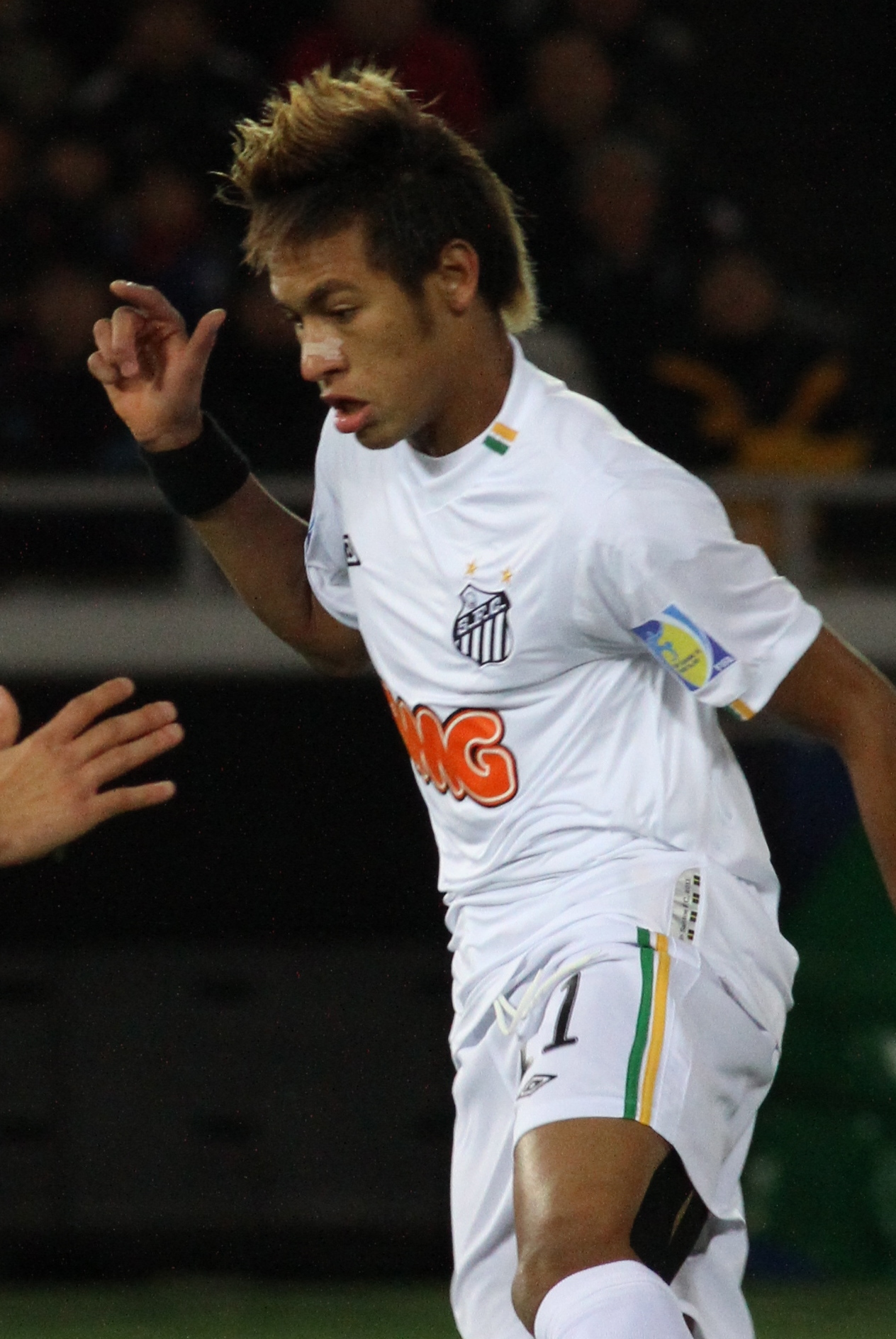
Neymar lors de la Coupe du monde des clubs de la FIFA 2011 contre le FC Barcelone.

Le 29 octobre 2011, lors du match opposant le Santos FC à l'Athletico Paranaense, Neymar inscrit un quadruplé, le premier de sa carrière. Le match se termine par une victoire du Santos FC, (4-1). Le 9 novembre 2011, il prolonge son contrat jusqu'en 2014 et le club annonce qu'il ne partira qu'après la Coupe du monde 2014.
À la Coupe du monde des clubs de la FIFA 2011, le Santos FC bat le Kashiwa Reysol (3-1) en demi-finale, ce qui permet à Neymar de voir se réaliser son rêve : affronter Lionel Messi en finale. Malgré un match où il se donne à fond, son équipe perd (0-4) face au FC Barcelone.
Début 2011, Neymar est convoqué pour participer à la Copa Sudamericana des moins de 20 ans avec la sélection brésilienne. Il y réalise de bonnes performances avec le joueur du São Paulo FC Lucas Moura. Ce duo permet au Brésil de remporter cette compétition pour la troisième fois consécutive et pour la onzième fois au total. Il est élu meilleur joueur et finit meilleur buteur du tournoi avec 9 buts. Le 5 février 2012, le jour de ses 20 ans, il marque son centième but en tant que joueur de football professionnel, contre Palmeiras.
Neymar réalise 20 buts en championnat de São Paulo 2012, qu'il remporte avec son équipe et est élu meilleur joueur et meilleur attaquant. Il est aussi co-meilleur buteur de la Copa Libertadores avec 8 buts. Le Santos FC est éliminé dans ce tournoi en demi-finale par le SC Corinthians Paulista.
Le 25 août 2012, il est l'auteur d'un doublé dans la victoire 2-1 contre Palmeiras. Neymar est élu meilleur joueur de la Recopa Sudamericana 2012. Il totalise dans l'édition 2012 du championnat du Brésil 14 buts. Il termine la saison 2012 en étant récompensé du Soulier d'or brésilien, du Prix du meilleur joueur d’Amérique du Sud et du Prix brésilien du plus beau but marqué en championnat.

#### Consécration en sélection et envol pour l'Europe (2012-2013)

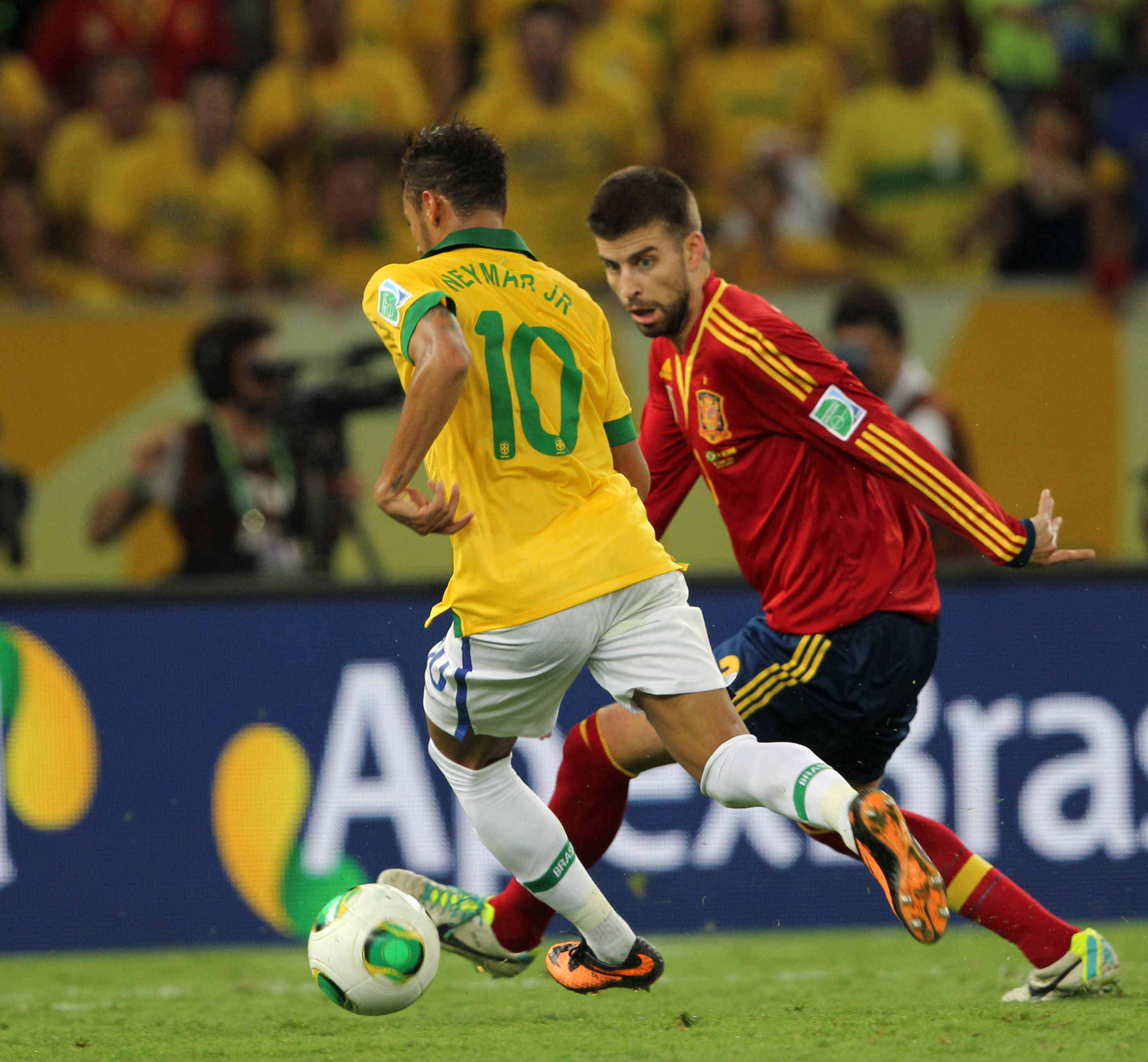
Neymar face à Gerard Piqué pendant la Coupe des confédérations 2013.

Lors de son 200e match avec le Santos FC en octobre 2012, il réalise de bonnes performances : 2 buts et montre une importante maîtrise technique.
Cependant, la suite de la saison devient peu à peu plus compliquée. Le Santos FC se fait devancer en championnat, les leaders restants : le Fluminense FC, l'Atlético Mineiro, le Grêmio Porto Alegre ou encore le São Paulo FC qui prennent la tête du championnat du Brésil 2012 et du championnat du Brésil 2013, relayant l'équipe de Neymar plus bas. Durant ces deux saisons, le Santos FC, même s'il évolue dans le classement (passant de la 10e place en 2011, à la 8e place en 2012) peine à se sortir du milieu du classement. Parallèlement dans la même saison, le jeune joueur montre du mal à s'affirmer sous le maillot de la Seleção, l'équipe du Brésil.
Adulé alors au Santos FC, mais parfois discuté avec la Seleção, Neymar ne fait plus l'unanimité au Brésil en fin de saison, au point que nombre de gens qui militaient pour que le prodige brésilien reste au pays jusqu'à la Coupe du monde 2014 lui conseillent de partir en Europe le plus vite possible afin de progresser encore.
Le 26 mai 2013, Neymar annonce sur son compte Twitter qu'il signera au FC Barcelone pour cinq saisons. Dans le même temps, le FC Barcelone annonce sur son site officiel avoir trouvé un accord pour le transfert du joueur, pour un montant de 57 millions d'euros et un salaire annuel net de 7 millions d'euros.
En juin 2013, Neymar participe avec le Brésil à la Coupe des confédérations et fait taire ses détracteurs. Entre autres, le 22 juin 2013, il marque contre l'Italie son 14e but de la saison en sélection, égalant ainsi le record détenu par Gerd Müller, Patrick Kluivert et Ronaldo. Il remporte le tournoi avec sa sélection, en battant l'Espagne, championne du monde et d'Europe en titre, sur un score de 3 à 0 au stade Maracanã. Neymar est désigné meilleur joueur du tournoi, devant l'Espagnol Andrés Iniesta ainsi que son coéquipier brésilien Paulinho. Il termine également troisième meilleur buteur de la compétition avec 4 buts, derrière Fred et Fernando Torres, dont un en finale. Neymar porte son total de buts avec le Brésil à 24 en seulement 39 matchs.

#### Premiers pas avec leBarçaet réussite individuelle en sélection (2013-2014)

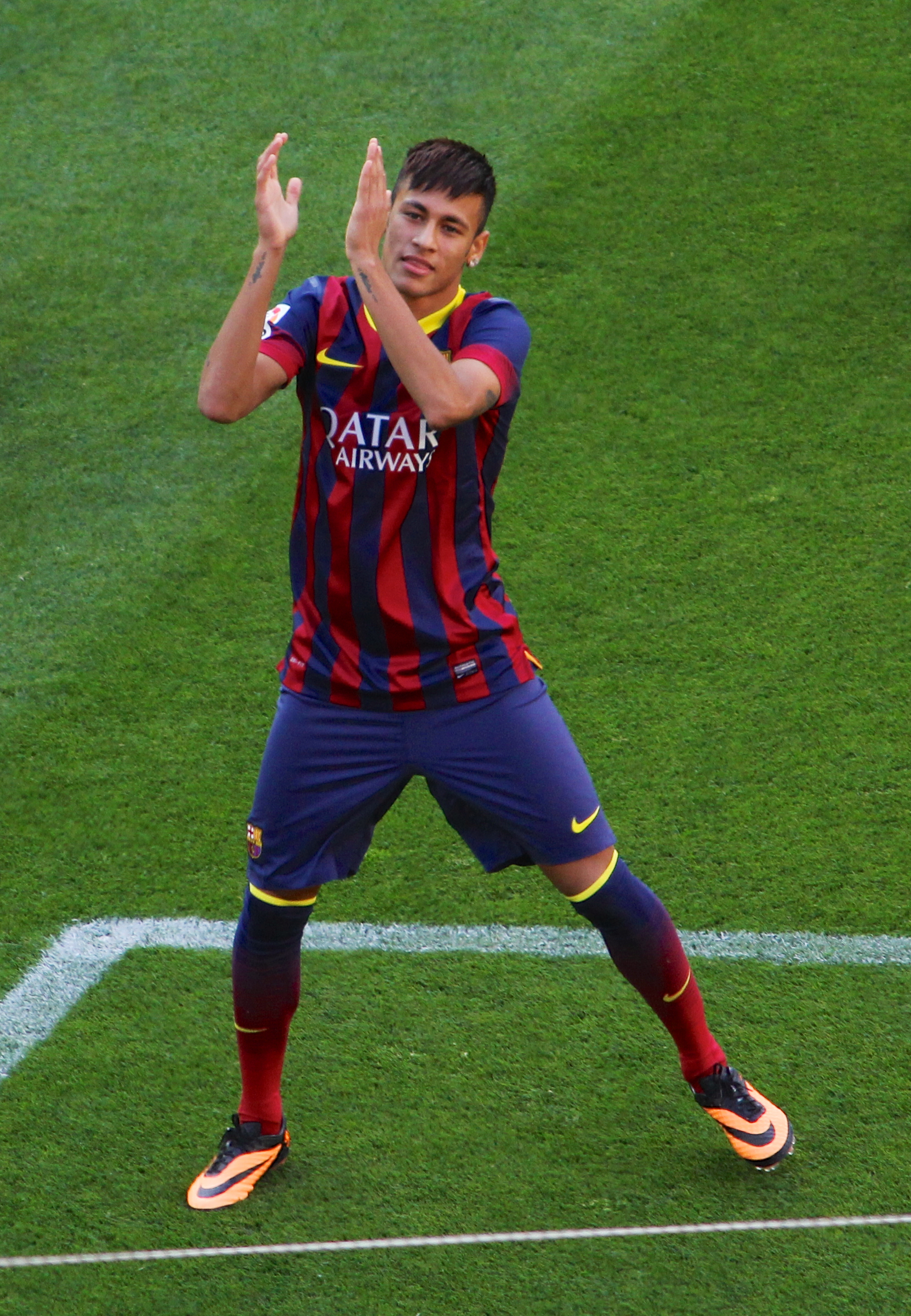
En 2013, Neymar quitte le Santos FC et rejoint l'Europe en signant en faveur du FC Barcelone.

Le 3 juin 2013, Neymar est présenté au Camp Nou devant 50 000 spectateurs.
De retour de sélection après avoir remporté la Coupe des confédérations 2013 avec le Brésil, Neymar débute la pré-saison en jouant son premier match amical face au Lechia Gdansk le 30 juillet (2-2), puis joue le 2 août face à son ancien club lors du Trophée Gamper (victoire 8-0 du Barça). À la suite d'une opération des amygdales, Neymar souffre d'anémie (état de faiblesse général). Des vitamines ainsi qu'un régime adapté lui auraient ainsi été prescrits par les médecins du Barça. Une semaine plus tard, le 7 août, il marque son premier but avec les Blaugranes sur une passe de Cesc Fàbregas, lors d'un match de préparation contre l'équipe de Thaïlande, ainsi qu'un autre quelques jours plus tard contre un combiné de Malaisie.
Le 21 août 2013, Neymar inscrit son premier but officiel avec le FC Barcelone d'une tête sur un centre de son compatriote Dani Alves lors du match aller de la Supercoupe d'Espagne au Stade Vicente-Calderón face à l'Atlético de Madrid (1-1). Le 28 août 2013, il remporte la Supercoupe d'Espagne contre l'Atlético de Madrid au match retour (0-0).
Pour sa première titularisation en Liga BBVA face au Valence CF, Neymar offre sa première passe décisive de la saison pour Lionel Messi qui réalise un triplé durant ce match (victoire 3-2 du Barça). Lors de la quatrième journée de championnat face au Séville FC, il régale le Camp Nou par sa très belle technique et délivre encore une passe décisive pour l'argentin Lionel Messi (victoire 3-2). Lors de son premier match de ligue des champions face à l'Ajax Amsterdam, il réalise un bon match et délivre une passe décisive à Gerard Piqué (4-0). Il marque son premier but en Liga BBVA le 24 septembre 2013 face à la Real Sociedad, match durant lequel il délivre une passe décisive à Lionel Messi et réalise un très beau sombrero sur Antoine Griezmann (Victoire 4-1).
Le 26 octobre 2013, lors de son premier Clásico face au Real Madrid, Neymar parvient à ouvrir le score et délivre une passe décisive pour Alexis Sánchez (victoire 2-1 du Barça). Il imite ainsi ses compatriotes Romário, Rivaldo et Ronaldinho qui avaient également marqué lors de leur premier Clásico face au Real Madrid,.
À la suite de la blessure de l'Argentin Lionel Messi au début du mois de novembre, c'est Neymar qui est chargé de prendre les commandes du FC Barcelone. Le jeune brésilien assume très vite le rôle de remplaçant de l'Argentin au poste de « faux n°9 » et marque ses premiers buts en Ligue des champions lors de son triplé face au Celtic Glasgow, son premier sous le maillot blaugrana (large victoire 6-1 du FC Barcelone). Le public du Camp Nou scande son nom durant tout le match et lui offre une ovation lors de sa sortie. Neymar s'adapte très bien à sa nouvelle position et le prouve lors de la 16e journée de Liga face au Villarreal CF, match durant lequel il inscrit un doublé (victoire 2-1 des Blaugranes). Il marque un but lors de son premier match de Coupe du Roi face au Fútbol Club Cartagena (3-0).
Son bilan à la mi-saison est très positif puisqu'il en est à onze buts et dix passes décisives toutes compétitions confondues dont six buts et huit passes décisives en championnat.
Neymar se blesse à la cheville droite le 16 janvier 2014 en Coupe du Roi contre Getafe. Un mois plus tard, le 15 février 2014, face au Rayo Vallecano, il effectue son retour en entrant en jeu et marque un but dans les dernières minutes de la rencontre (victoire 6-0). Lors de la rencontre suivante face à Manchester City en huitième de finale aller de la Ligue des champions, il débute remplaçant puis entre en jeu et offre une passe décisive pour son compatriote brésilien Dani Alves (victoire 2-0).
Le 5 mars 2014, face à l'Afrique du Sud, Neymar s'offre un triplé et inscrit ses 33e, 34e et 35e buts en sélection et dépasse de nombreux joueurs dont Ronaldinho (33) et Rivaldo (34).
Lors du match retour, Neymar est cette fois titulaire sur le côté droit de l'attaque catalane, ce qui est inhabituel pour lui qui préfère le côté gauche, il sera le joueur catalan le moins en vue malgré quelques dribbles. Le Barça remporte le match retour 2-1 grâce à des buts de Lionel Messi et Dani Alves et élimine ainsi Manchester City (4-1 score cumulé).

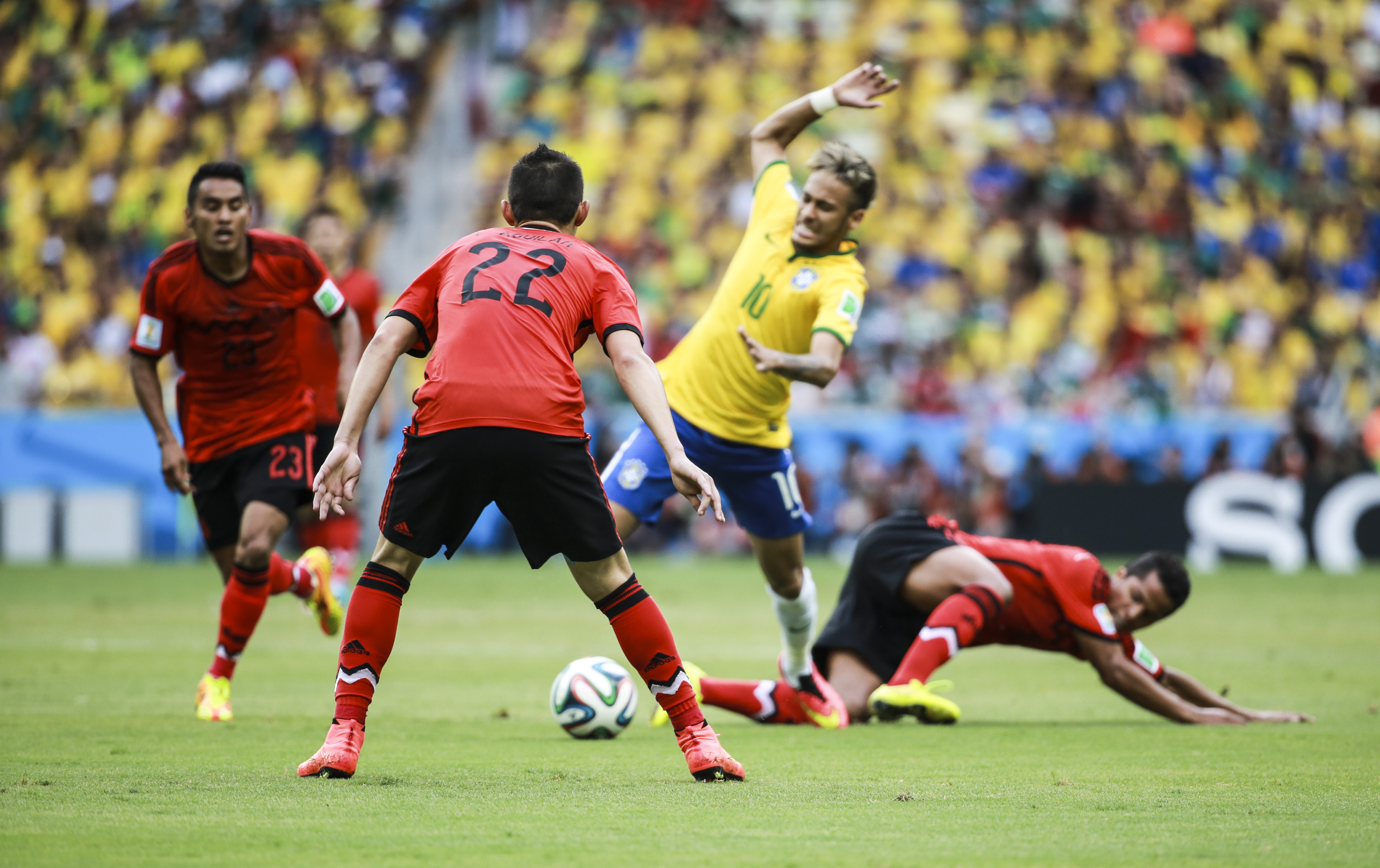
Neymar évitant un tacle contre le Mexique pendant la Coupe du monde 2014.

Moins performant depuis le début de l'année de 2014 avec le Barça, Neymar doit essuyer les nombreuses critiques de la part des médias. Le 26 mars 2014 face au Celta de Vigo (victoire 3-0), l'attaquant brésilien inscrit un doublé. Ses derniers buts de la saison en championnat. Le 1er avril 2014, face à l'Atlético de Madrid lors du quart de finale aller de la Ligue des champions, Neymar marque le but de l'égalisation (match nul 1-1) mais ne peut empêcher l'élimination des siens lors du match retour (défaite 1-0) malgré un très bon match du Brésilien[réf. nécessaire].
Lors du Clásico du 16 avril 2014 face au Real Madrid, en finale de la Coupe du Roi, le FC Barcelone perd le match dans les cinq dernières minutes du temps réglementaire à la suite d'un but de Gareth Bale (défaite 2-1). Neymar aurait pu égaliser dans les dernières secondes du match mais sa frappe trouve le poteau. Il se blesse ensuite à la cheville lors de ce même match et est indisponible pendant un mois.
Il fait donc son retour lors du dernier match de championnat face à l'Atlético de Madrid, match capital pour les deux premiers de la Liga puisqu'il suffit d'un nul pour que l'Atlético de Madrid soit champion tandis que le Barça est obligé de s'imposer. Le match se termine par un match nul (1-1) et le Barça termine donc second. Il termine la saison avec 15 et 11 passes décisives toutes compétitions confondues pour sa première saison en Europe.
Neymar s'envole avec sa sélection préparer la Coupe du monde 2014 qui se déroule au Brésil. Neymar et ses coéquipiers disputent un premier match de préparation face au Panama et s'imposent facilement (5-0) grâce à Neymar, buteur sur coup franc et passeur. Les Brésiliens s'imposent plus difficilement (1-0) lors de leur deuxième et dernier match de préparation face à la Serbie. Le Brésil joue le match d'ouverture de la Coupe du monde 2014 face à la Croatie et est mené à la suite d'un but de Marcelo contre son camp. Neymar réussit à égaliser d'une frappe du pied gauche à ras de terre à la suite d'une passe d'Oscar, puis donne l'avantage aux Brésiliens sur un penalty polémique provoqué par Fred. C'est Oscar qui marque le dernier but du match (victoire 3-1). Le Brésil déçoit lors du match nul face au Mexique porté par leur gardien de but Guillermo Ochoa. Neymar est le seul Brésilien à la hauteur des attentes lors de ce match. Les Brésiliens portés de nouveau par Neymar se relancent face aux Camerounais de Samuel Eto'o. Neymar brille lors de ce match grâce à un doublé, ses 3e et 4e buts dans la compétition et offre la qualification à son équipe (victoire 4-1). C'est le Chili d'Alexis Sánchez, coéquipier de Neymar au FC Barcelone, qui s'oppose au Brésil lors des huitièmes de finale. Neymar est passeur décisif sur corner pour Thiago Silva, et le Brésil s'impose lors des tirs au but. Le Brésil affronte ensuite la Colombie.
La Seleção l'emporte 2-1 mais la victoire est ternie par la blessure de Neymar. Après un bon début de tournoi (4 buts et une passe décisive en cinq matchs), une fracture d'une vertèbre lombaire le prive de la fin de la compétition. En l'absence de Neymar et du capitaine Thiago Silva, la Seleção subit un revers historique face à l'Allemagne en demi-finale.

#### Saison pleine et intégration terminée auBarça, capitaine en sélection (2014-2015)
Neymar dispute son premier match depuis sa blessure en Coupe du monde 2014 face au FC León lors du Trophée Joan Gamper. Neymar marque deux fois et participe donc à la victoire de son équipe (victoire 6-0). Il joue ses premières minutes officielles de la saison lors de la 2e journée de championnat face à Villarreal où il rentre lors de la dernière demi-heure (victoire 1-0).
À la suite de la fin de Coupe du monde 2014 désastreuse du Brésil et du limogeage de Luiz Felipe Scolari, Dunga est nommé à la tête de la Seleção et désigne Neymar comme nouveau capitaine de la sélection à la place de Thiago Silva. Neymar joue son premier match en tant que capitaine du Brésil face à la Colombie le 6 septembre 2014 et inscrit l'unique but du match sur coup franc.
Le 13 septembre 2014, face à l'Athletic Club, Neymar entre en jeu à la place de Munir El Haddadi et inscrit les deux buts de la victoire en l'espace de cinq petites minutes sur des services de Lionel Messi. Il joue son premier match de l'exercice en Ligue des champions face à l'APOEL Nicosie (Victoire 1-0). Après son but face au Levante UD (Victoire 5-0) le 21 septembre, Neymar réalise son deuxième triplé sous les couleurs Blaugranes lors de la réception du Grenade CF le 27 septembre (victoire 6-0). Il marque son premier but de la saison en Ligue des champions face au Paris Saint-Germain le 30 septembre au Parc des Princes (défaite 3-2).
Le 14 octobre 2014, face au Japon, il marque son premier quadruplé en sélection et le deuxième de sa carrière.
De retour au FC Barcelone, l'attaquant brésilien dispute son cinquantième match avec le FC Barcelone face à Eibar et s'illustre par une belle reprise de volée qui termine au fond des filets. Le 21 octobre 2014, il marque face à l'Ajax Amsterdam sur une offrande de Lionel Messi. Le match suivant, lors du Clásico face au Real Madrid, Neymar ouvre le score sur un très bon ballon de la recrue star Luis Suárez. Son deuxième but lors d'un Clásico ne peut empêcher la défaite du Barça (3-1) face au rival madrilène.
Après une très bonne Coupe du monde 2014 et une année réussie individuellement en club, Neymar se classe septième au FIFA Ballon d'or 2014.
Lors du quart de finale retour de la Coupe du Roi de son équipe face à l'Atlético de Madrid, Neymar inscrit un doublé et permet au Barça de se qualifier pour une demi-finale (victoire 3-2).

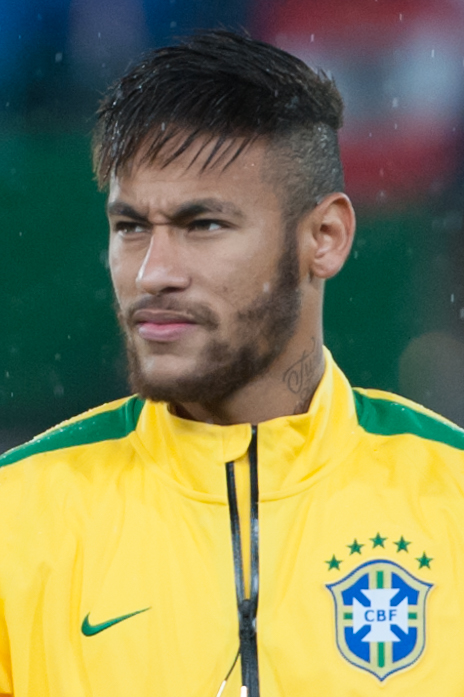
Neymar avec le Brésil lors d'un match amical contre l'Autriche (2014).

Après avoir éliminé Manchester City en huitièmes de finale de la Ligue des champions, le Barça se frotte au Paris Saint-Germain et remporte le match aller 3-1 avec un but de Neymar puis s'impose 2-0 au retour grâce à un doublé du Brésilien encore buteur. Ce qui porte son total à cinq buts contre le Paris Saint-Germain en quatre matches lors de la saison 2014-2015. Après avoir marqué lors de ses trois derniers matchs de Liga, Neymar se présente en forme face au Bayern Munich pour la demi-finale aller de cette Ligue des champions et se distingue par un but après un duel remporté face au géant Manuel Neuer (Victoire 3-0). Le 12 mai 2015 lors de la demi-finale retour de la Ligue des champions face au Bayern Munich, Neymar inscrit deux buts. Il s'agit de son septième match consécutif où il parvient à marquer, sa meilleure série depuis qu'il est au Barça.
Le 17 mai 2015, le FC Barcelone est officiellement champion d'Espagne après leur victoire face à Atlético de Madrid grâce à l'unique but de la rencontre marqué par Lionel Messi. Le 30 mai, face à l'Athletic Club, Neymar marque l'un des buts du Barça qui remporte la Coupe d'Espagne (victoire 3-1). Le 6 juin 2015, lors de la finale de la Ligue des champions opposant son équipe à la Juventus de Turin, il inscrit le troisième but de son équipe, match qui se termine sur le score 3-1 et permet à son équipe de remporter la Ligue des champions pour la cinquième fois. Cette victoire permet au FC Barcelone de réaliser le deuxième triplé de son histoire après celui de 2009.
Avec le FC Barcelone, il marque 39 buts au cours de la saison 2014-2015.
Le 14 juin 2015, lors du premier match du Brésil dans cette Copa América, Neymar brille et offre la victoire aux siens grâce à un but de la tête et une magnifique passe décisive pour Douglas Costa (victoire 2-1). Le 19 juin 2015, lors d'un match de la Copa América 2015 face à la Colombie, Neymar, après avoir été agacé par le marquage très rigoureux des défenseurs colombiens, craque et obtient un carton rouge. À l’origine de l’altercation, sur la dernière action du match, Neymar tire en direction du but. Le ballon heurte le dos d’un défenseur adverse. Les Colombiens, excédés, lui reprochent d’avoir visé intentionnellement un de leurs coéquipiers. Il sera suspendu pour le reste de la compétition.

#### Finaliste au FIFA Ballon d'or (2015-2016)

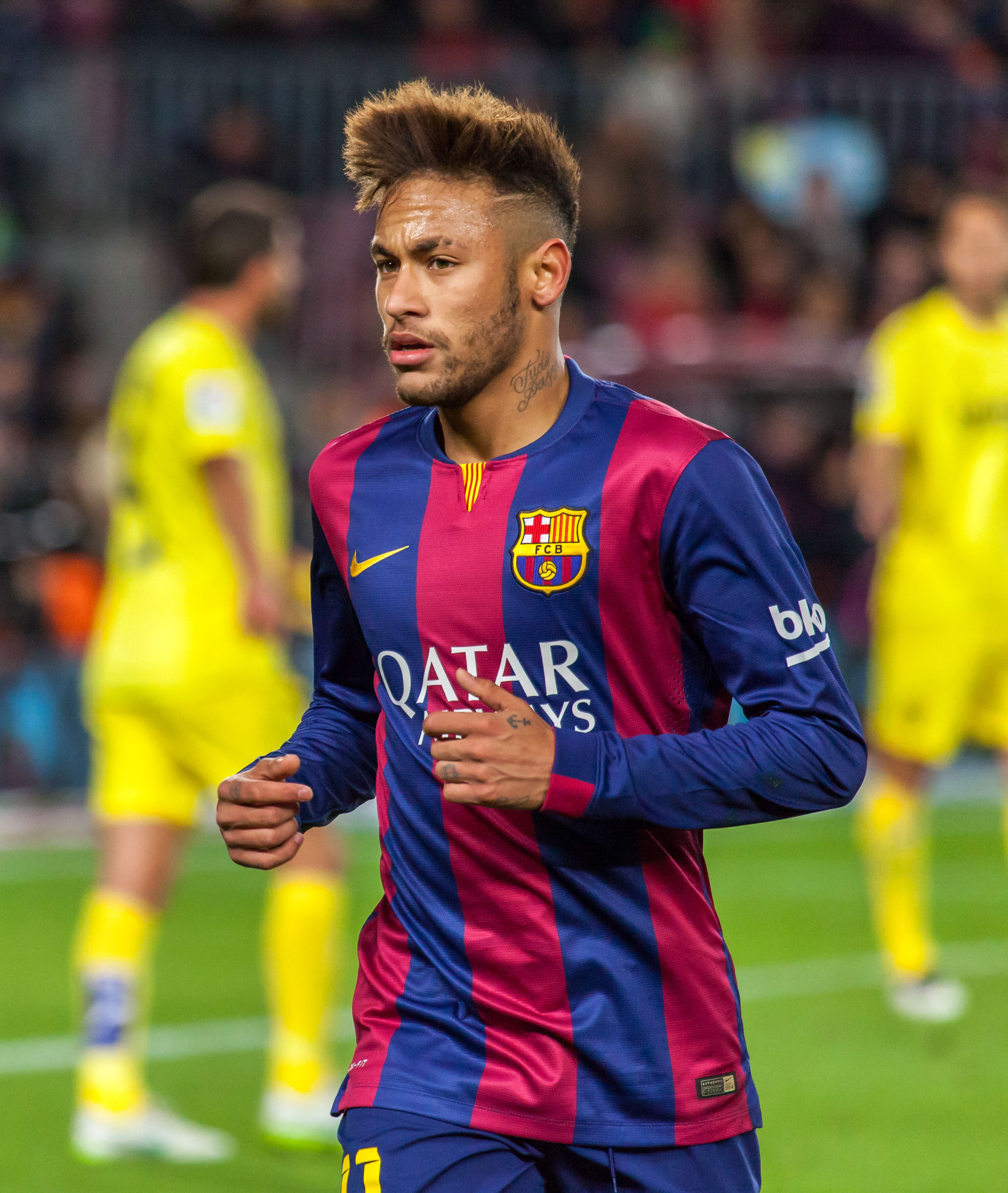
Neymar sous les couleurs du FC Barcelone face au Villareal CF (2015).

De retour après une Copa América agitée, Neymar souffre des oreillons et manque donc les quatre premiers matches officiels du Barça. Il fait son retour le 29 août 2015 face à Málaga CF lors de la victoire minime du Barça (1-0). Le 12 septembre 2015 face à l'Atlético de Madrid, il marque son premier de la saison sur un très beau coup franc (victoire 2 à 1). Il marque ensuite lors de la quatrième journée de Liga face au Levante UD (victoire 4 à 1) et enchaîne ensuite lors de la défaite surprise du Barça sur le terrain du Celta Vigo (1-4).
À la suite de la blessure de Lionel Messi le 26 septembre face à l'UD Las Palmas, Neymar devient la référence offensive de l'équipe catalane et enchaîne les grosses performances avec 10 buts dont un quadruplé face au Rayo Vallecano. Il délivre en plus 7 passes décisives en l'absence de l'Argentin. Neymar semble prendre une autre dimension lors de ce début de saison 2015-2016 à tel point qu'il est désormais considéré par de nombreux spécialistes comme le successeur du duo Lionel Messi-Cristiano Ronaldo qui se partage le Ballon d'or depuis 2008. Lors du Clásico face au Real Madrid le 21 novembre 2015, il inscrit un but lors de la belle démonstration du Barça sur le terrain de l'éternel rival (victoire 4 à 0).
Après 13 journées de championnat, il occupe la première place au classement des buteurs avec 14 buts. Le 30 novembre 2015, Neymar figure pour la première fois parmi les trois finalistes du Ballon d'or en compagnie de Lionel Messi et Cristiano Ronaldo. Le même jour, il reçoit le Prix LaLiga de meilleur joueur américain du championnat d'Espagne. Le 20 décembre 2015, Neymar remporte la Coupe du monde des clubs de la FIFA 2015 pour la première fois et se montre décisif en offrant deux passes décisives lors de la finale (victoire 3-0).
Lors des huitièmes de finale aller de la Ligue des champions, Neymar offre une passe décisive à Lionel Messi qui permet au Barça de prendre l'avantage face à Arsenal FC à l'Emirates Stadium. Les Catalans se qualifieront grâce à un doublé de l'Argentin (Victoire 2-0). Lors du match retour au Camp Nou face aux Gunners, Neymar ouvre le score lors de la victoire 3-1 du Barça. Le 13 avril 2016 lors des quarts de finale de la Ligue des champions, les Catalans sont éliminés de la compétition par une très bonne équipe d'Atlético de Madrid bien en place malgré la victoire 2-1 à l'aller (victoire 2-1 à l'aller, défaite 2-0 au retour).
Le Barça remporte le championnat lors de la dernière journée face au Grenade CF grâce à un triplé de l'Uruguayen Luis Suárez qui termine meilleur buteur de l'exercice (victoire 3-0), puis remporte la Coupe du Roi face au Séville FC (2-0). Le FC Barcelone réalise une bonne saison 2015-2016 malgré l'échec sur la scène européenne. Neymar lui termine la saison avec 31 buts et 20 passes décisives. Le 2 juillet 2016, il prolonge avec le Barça jusqu'en juin 2021.

#### Méforme collective en club, leader en sélection (2016-2017)
À l'instar de ses coéquipiers, Neymar réalise une saison moyenne tant sur le plan statistique que sur les performances individuelles. Toutefois, il se démarque durant la saison en étant l'acteur principal de La Remontada infligée au Paris Saint-Germain lors du huitième de finale retour de Ligue des champions. Le club barcelonais l'emporte 6-1 grâce à un doublé et une passe décisive du Brésilien alors que les Parisiens avaient gagné 4-0 au match aller. Il marque par ailleurs son 100e but but avec les Blaugranes lors de son 177e match contre le Grenade CF (4-1). Il remporte à la fin de la saison la Coupe d'Espagne en inscrivant un but lors de la finale contre le Deportivo Alavés.
Concernant ses performances en sélection nationale, il mène la sélection à la première place du championnat qualificatif pour la Coupe du monde 2018 permettant à la Seleção d'être la première nation qualifiée. Il est notamment l'un des acteurs principaux de la victoire 3-0 face à l'Argentine, le rival historique,. De plus, en début de saison, il permet à la sélection olympique de remporter ses premiers Jeux olympiques de son histoire à Rio de Janeiro en marquant et en inscrivant le tir au but victorieux en finale contre l'Allemagne.

#### Arrivée au Paris Saint-Germain, déception en Coupe du monde (2017-2018)

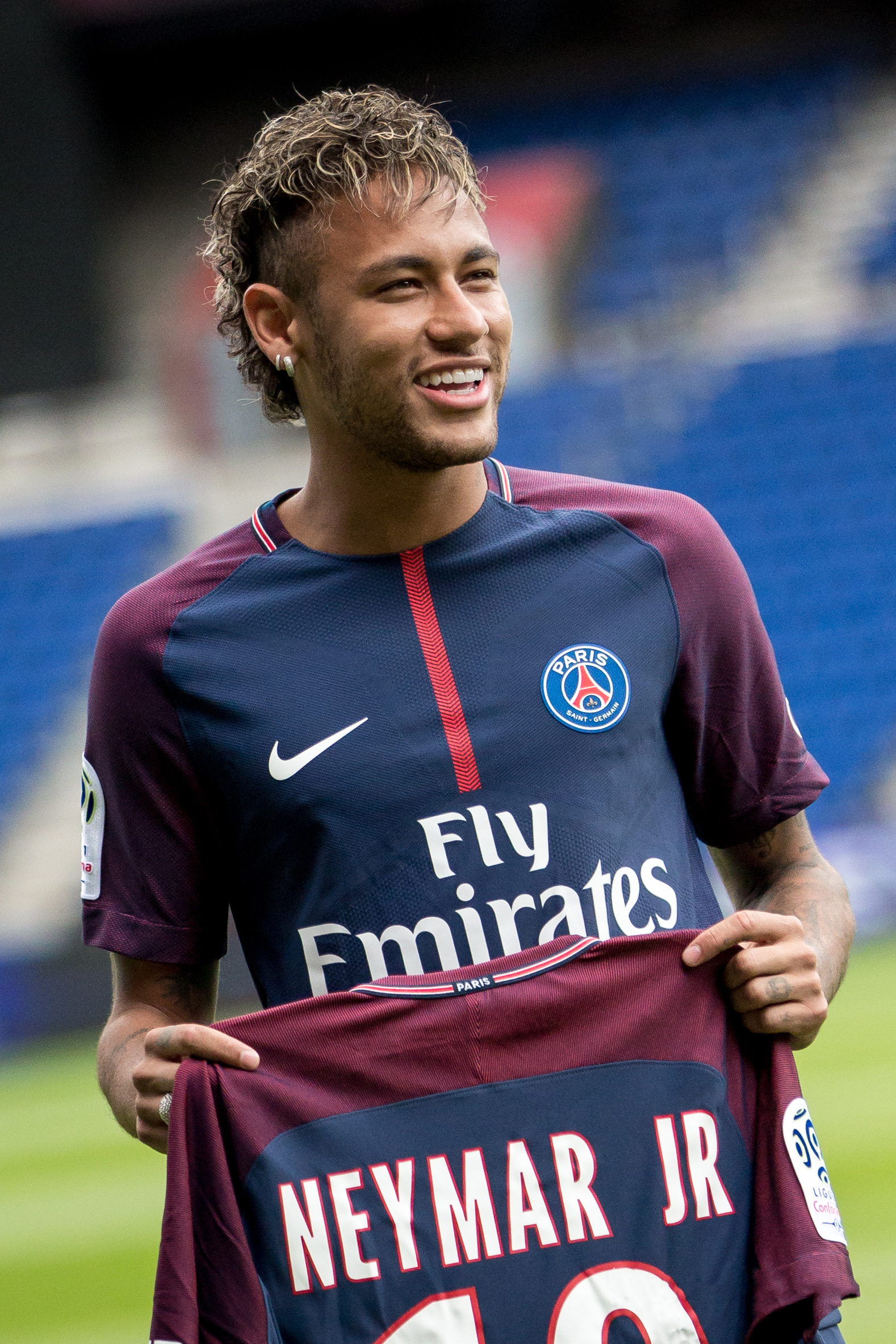
Neymar durant sa présentation à la presse au Parc des Princes (2017).

Le 2 août 2017, le FC Barcelone annonce dans un communiqué la volonté de Neymar de quitter le club. Le lendemain, il n'est officiellement plus sous contrat avec le club après que sa clause libératoire d'un montant de 222 millions d'euros a été acquittée. Il rejoint alors le Paris Saint-Germain où il s'engage pour cinq ans. Il y prend le numéro 10, que lui a cédé Javier Pastore. Il est présenté au Parc des Princes le 4 août 2017, mais ne prend pas part à la rencontre contre l'Amiens SC, alors que son certificat international de transfert n'a pas été transmis à la Ligue de football professionnel (LFP).
Le 13 août, Neymar fait ses débuts sous sa nouvelle tunique lors d'un déplacement au stade de Roudourou face à l'En avant de Guingamp, retransmis en mondovision. Pour son premier match, il offre une passe décisive à Edinson Cavani, avant que celui-ci ne lui rende la pareille et qu'il marque à son tour. Lors du dernier jour du mercato, le Paris Saint-Germain fait venir en prêt le jeune prodige français Kylian Mbappé pour former un trio d'attaque redoutable, surnommé par les médias la « MCN » ou encore la « NCM ».
Lors du premier grand rendez-vous en Ligue des champions face au Bayern Munich, la performance de Neymar est très attendue. Dès le début du match, il répond présent en délivrant une passe décisive pour son coéquipier et ami Dani Alves, avant de marquer un but plus tard dans le match après un slalom de Kylian Mbappé. Le match est remporté largement 3-0, mais Neymar n'est pas nommé homme du match, au contraire de Kylian Mbappé.
Le 17 janvier 2018, Neymar marque un quadruplé face au Dijon Football Côte-d'Or, et, par la même occasion, offre la plus large victoire de l'histoire du Paris Saint-Germain à domicile en Ligue 1 (8-0). Durant ce match, il délivre également deux passes décisives et obtient la note de 10 dans le journal L'Équipe.
Le dimanche 25 février, Neymar se blesse le cinquième métatarsien lors d'un match opposant le Paris Saint Germain à l'Olympique de Marseille. Opéré avec succès au Brésil le 3 mars, il devrait rester éloigné des terrains entre deux mois et demi et trois mois. C'est depuis le Brésil, qu'il est officiellement sacré champion de France.
Après cette longue blessure, Neymar retourne sur les terrains le 3 juin 2018 face à l'équipe de Croatie avec la sélection nationale. Il inscrit un but à cette occasion.
Lors du huitième de finale de la Coupe du monde face au Mexique, il marque un but et offre une passe décisive à Roberto Firmino pour la victoire des siens (2-0). En quarts de finale, son équipe est éliminée par la Belgique (1-2). À son retour au Brésil, il déclare que c'est « le moment le plus triste de sa carrière ».

#### Une saison difficile, entre blessures et échec collectif en club (2018-2019)

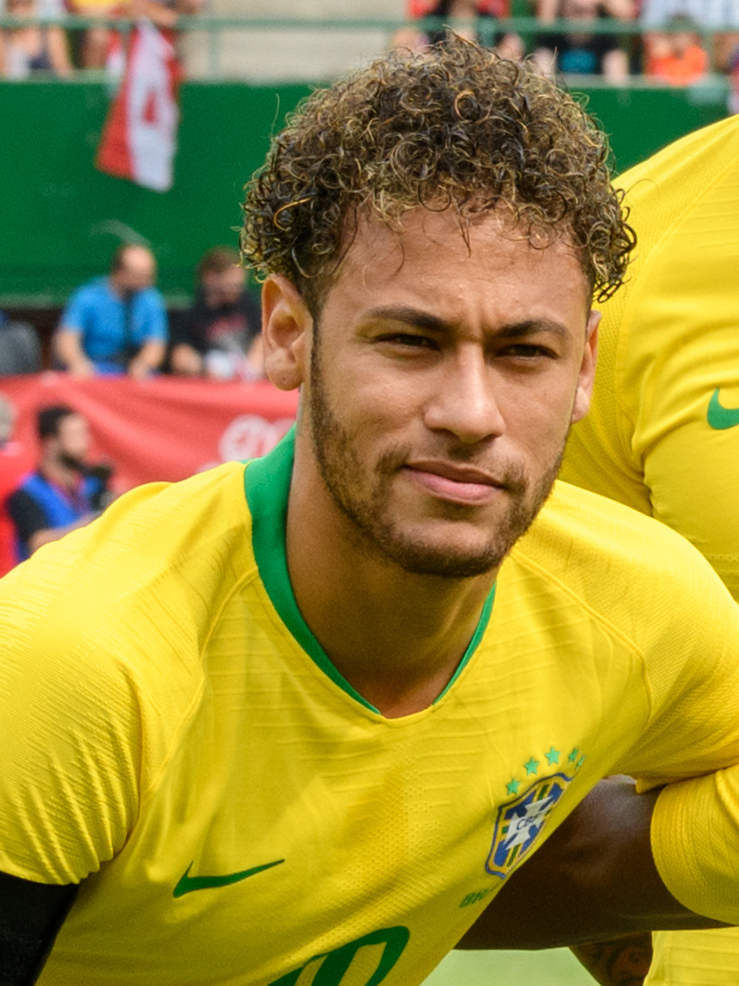
Neymar sous les couleurs de la Seleção avant un match amical contre l'Autriche (2018).

Le 4 août 2018, Neymar remporte le Trophée des champions lors d'une victoire 4-0 contre l'AS Monaco, après être entré en jeu à la place de Marco Verratti. Avec sept buts marqués en autant de matchs au début de la saison, l'attaquant réalise une excellente entrée en matière. Il explique alors que l'arrivée du nouvel entraîneur Thomas Tuchel lui a fait du bien, et qu'il s'épanouit dans le système mis en place par le technicien, où il est repositionné en no 10.
En septembre 2018, le sélectionneur Tite nomme Neymar capitaine de la Seleção alors que le joueur ne souhaitait plus porter ce brassard précédemment. Le 3 octobre 2018, pour le retour de la Ligue des champions au Parc des Princes, Neymar inscrit un triplé contre l'Étoile rouge de Belgrade, dont deux buts sur coups francs directs (victoire 6-1).
Hélas, le Brésilien se blesse fin janvier 2019 lors d'un match de coupe de France contre Strasbourg (victoire parisienne 2-0) et manque notamment le huitième de finale de Ligue des champions face à Manchester United qui voit le club de la capitale échouer pour la troisième saison consécutive à ce stade de la compétition (victoire 2-0 à l'aller à l'extérieur, défaite 1-3 à domicile lors du match retour). À cette occasion, Neymar est suspendu pour trois matchs par l'UEFA pour avoir critiqué avec véhémence l'arbitrage du match retour perdu par le PSG.
Sur la scène nationale, lors de la finale de Coupe de France perdue par le Paris Saint-Germain aux tirs au but face au Stade rennais FC (2-2, 5 t.a.b. à 6), il gifle un supporter rennais. Pour ce geste, il écope de trois matchs de suspension fermes et, à la suite de la plainte du spectateur pour « violences volontaires », d'un rappel à la loi. Comme l'année précédente, Neymar est donc absent du terrain pour le match qui officialise le titre de champion de France.
Le joueur connaît également un mois de juin compliqué sur et en dehors des terrains, puisqu'il est visé par une plainte pour viol, tandis qu'une blessure contractée en match amical contre le Qatar le 5 juin 2019 le contraint à déclarer forfait pour la Copa América 2019 disputée à domicile.

#### Entre envie de départ et reconquête sportive (2019-2021)
La saison 2019-2020 de Neymar ne démarre pas sous les meilleurs auspices, partagé par des envies de retour au FC Barcelone et un recadrage de son compatriote Leonardo, revenu à la direction sportive du club. Pris en grippe par les supporters, le Brésilien commence alors une reconquête sur et en dehors du terrain.
Alors que ses coéquipiers entament une nouvelle campagne de Ligue des champions, Neymar voit sa suspension réduite de trois à deux matchs à la suite de ses propos insultants de la saison précédente. Avec l'arrivée de Mauro Icardi, l'attaque parisienne réalise des débuts tonitruants auxquels il prend largement part avec Kylian Mbappé et Ángel Di María. La presse n'hésite pas à les surnommer les « quatre fantastiques ».
Le 11 décembre 2019, deux ans après l'affaire d'un penalty disputé avec Edinson Cavani, Neymar tente aussi de se rattraper auprès de l'Uruguayen, désormais en difficultés, en lui offrant de tirer un penalty contre le Galatasaray SK. À cette même période, et pour la première fois depuis neuf ans, le Brésilien ne figure pas parmi les trente nommés pour le Ballon d'or. Pour autant, le joueur se dit « pleinement heureux à Paris ».
Blessé aux côtes le 1er février 2020 et critiqué pour l'organisation de son anniversaire quelques jours plus tard, Neymar est préservé jusqu'au déplacement face au Borussia Dortmund le 19 février 2020. Buteur au Signal Iduna Park mais défait (2-1), le Brésilien reprochera à son club de ne pas l'avoir fait jouer durant les jours précédents.
Le 11 mars 2020, dans un Parc des Princes à huis clos pour cause de coronavirus, Neymar est décisif lors du huitième de finale retour de Ligue des champions contre le Borussia Dortmund, en ouvrant le score et contribuant à une victoire 2-0 qui permet aux Parisiens de se qualifier. Après avoir passé le confinement au Brésil, Neymar est décisif lors de la reprise de la saison, inscrivant le seul but en finale de la Coupe de France contre l'AS Saint-Étienne (1-0). Une semaine plus tard, il ajoute la Coupe de la Ligue à son palmarès remportée face à l'Olympique lyonnais (0-0 ; 6-5 aux tab).
Disputant le « Final 8 » de la Ligue des Champions avec le Paris Saint-Germain, le Brésilien est décisif en quart-de-finale contre l'Atalanta Bergame (2-1) étant impliqué sur les deux buts parisiens. Il récidive en demi contre le RB Leipzig (3-0), avec une offrande pour Ángel Di María. Toutefois, sa prestation décevante en finale (note de 3 dans L'Équipe) n'empêche pas le Bayern Munich de s'imposer (1-0). Il s'agit de sa deuxième finale de Ligue des champions disputée après celle remportée en 2015 avec le FC Barcelone.
Le 13 décembre 2020, Neymar sort sur civière à la 90ᵉ minute face à l'Olympique lyonnais, match qui se conclut par une défaite 0-1 au Parc des Princes.
Le 10 février 2021, le Brésilien sort après une blessure en Coupe de France face au Stade Malherbe Caen. Il souffre officiellement d'une blessure à l'adducteur gauche et sera indisponible pour une période d’environ 4 semaines signifiant ainsi un forfait pour le match aller de Ligue des champions face au FC Barcelone au Camp Nou (victoire 1-4). Neymar continue sa rééducation et fait de son maximum afin de disputer le match retour face à son ancien club. Le contexte si particulier de cette opposition le motive encore plus, le Brésilien souhaite confirmer la qualification du Paris Saint-Germain. Malheureusement, le club parisien décide de ne prendre aucun risque car Neymar est jugé comme limite pour la rencontre, il assiste donc depuis les tribunes du Parc des Princes au match nul (1-1) qui traduit la qualification des Parisiens (score cumulé 5-2).
Le 21 mars 2021, Neymar fait son retour sur les terrains face à l'Olympique lyonnais (victoire 2-4) où il remplace Kylian Mbappé à la 70ᵉ minute. À l'issue de ce match, le Paris Saint-Germain reprend la tête de la Ligue 1.
Le 8 mai 2021, Neymar prolonge son contrat avec le Paris Saint-Germain jusqu'en 2025,,,. Une année supplémentaire s'ajoutera même automatiquement à l'été 2022.
Au total, pour la saison 2020-2021, il aura été l'auteur de 6 buts en 9 matchs de Ligue des champions et 9 buts pour seulement 18 matchs joués en Ligue 1.

#### Déception collective, trio offensif porté par Mbappé (2021-2023)

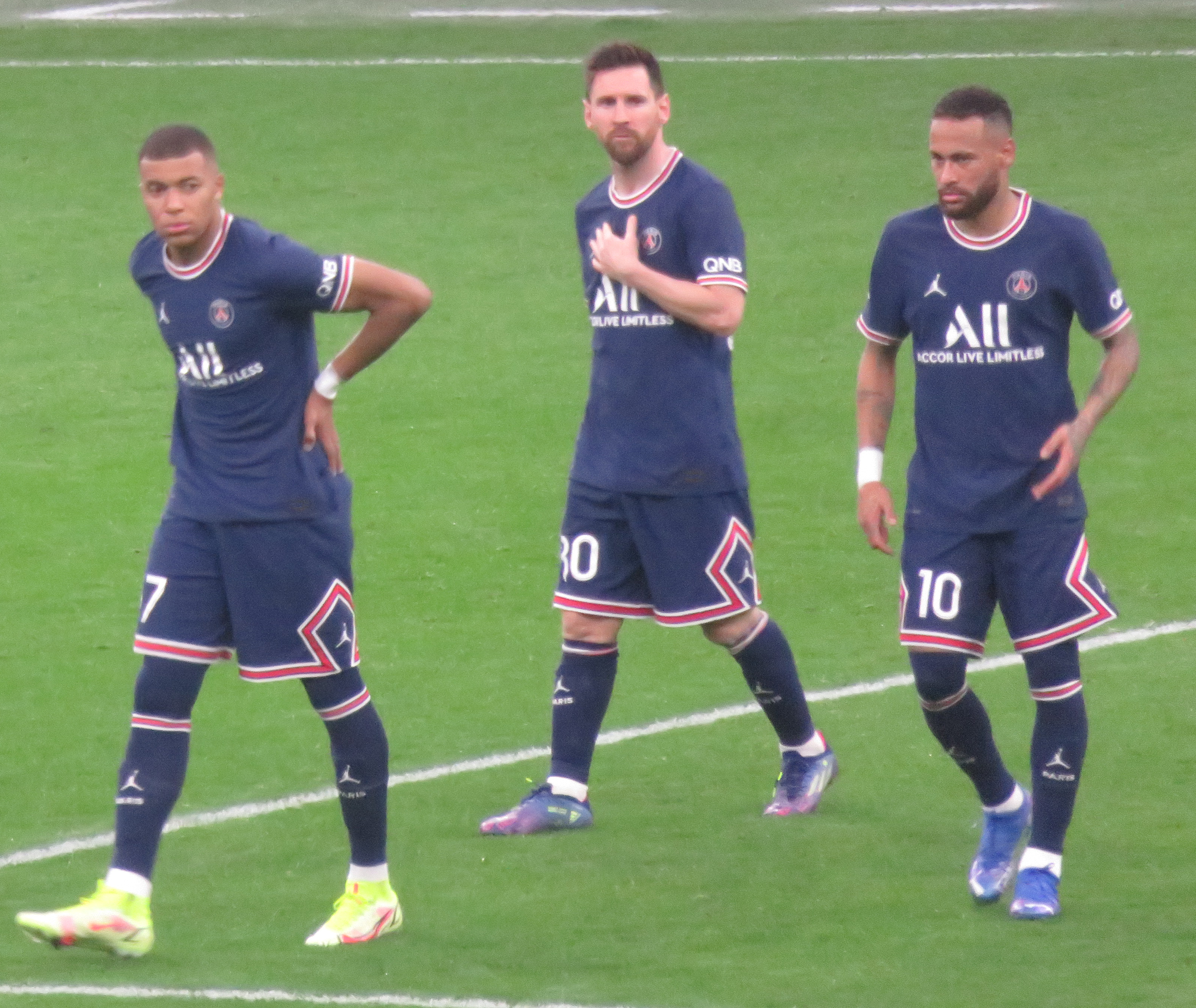
Le nouveau trio offensif du Paris Saint-Germain pour la saison 2021-2022. De gauche à droite : Kylian Mbappé, Lionel Messi et Neymar (2021).

Alors que le club l'imaginait décisif (d'autant plus avec le recrutement dès la rentrée de son ancien coéquipier Lionel Messi lorsqu'il jouait auparavant au FC Barcelone) pour cette nouvelle saison 2021-2022, il se révèle plutôt décevant malgré une capacité à créer du jeu et des occasions ou encore montrant une volonté à faire le spectacle sur le terrain. Il essaierait également, autant que possible, de faire preuve d'une grande générosité dans les passes à ses coéquipiers.
Malgré ses efforts cette saison, il est éloigné de la lumière par Kylian Mbappé, plus technique et physique, qui sort de la saison à la fois meilleur buteur et meilleur passeur décisif de Ligue 1. Tout d'abord, Neymar démarre la saison avec une prise de poids qui suscite une polémique, et confirme sa position quant à son refus d'améliorer son hygiène de vie. Ensuite, il est une fois de plus bien trop absent durant l'hiver et n'aura donc disputé cette saison que la moitié des matchs possibles avec son club, dont 15 sur un total de 38 en Ligue 1. Bien qu'il priorise et s'investisse beaucoup en Ligue des champions il n'y marque aucun but cette année. Probablement assez stressé cette saison, il est sanctionné de 10 cartons jaunes en Ligue 1. Il manque également 5 matchs pour cause de suspension (cartons rouges, alors qu'il n'en a manqué que 3 la saison précédente pour la même raison).
Cette déception du club, de ses supporters et de l'opinion publique est d'autant plus forte que les rumeurs annonçaient Kylian Mbappé partant pour le Real Madrid en fin de saison, faisant de Neymar la star de l'avenir offensif du Paris Saint-Germain. De son côté, Lionel Messi semble également peu investi, peu décisif et également annoncé en partance pour une fin de carrière aux États-Unis en Major League Soccer. Le coup de théâtre fin mai 2022 de la prolongation de Kylian Mbappé au Paris Saint-Germain place ce dernier au centre du projet sportif et rebat totalement les cartes pour le Brésilien. Neymar n'apparaît plus comme un pilier du club, ce qui devient problématique puisque son contrat court jusqu'en 2025 et prévoit l'un des plus gros salaires de l'effectif (soit 4 millions d'euros bruts par mois).
Le 24 mai 2022, la direction du Paris Saint-Germain annonce que Neymar est désormais sur la liste des transferts de l'été 2022. Kylian Mbappé, désormais acteur central d'un tout nouveau projet sportif, répond avoir depuis quelque temps avoir pris ses distances avec son coéquipier Brésilien et « ne trouverait rien à redire » à son départ du club. Cependant, Neymar affirme sa volonté de rester au Paris Saint-Germain la saison prochaine : « J'ai encore un contrat de trois ans, alors arrêtez ou vous devrez reprendre votre souffle. »
Le 1er juillet 2022, l'extension d'un an du contrat de Neymar avec le Paris Saint-Germain jusqu'en 2027 devient effective,,,.
Le 7 novembre 2022, il est sélectionné par Tite pour participer à la Coupe du monde 2022 disputée au Qatar. En 2022, le magazine So Foot le classe à la 64e place dans le top 1000 des meilleurs joueurs du championnat de France. Le 9 décembre 2022, il devient le co-meilleur buteur de l'histoire de la Seleção avec Pelé avec 77 réalisations,.
Le 6 mars 2023, le Paris Saint-Germain annonce via un communiqué médical que Neymar allait subir une « opération de réparation ligamentaire, afin d'éviter un risque majeur de récidive ». Cette chirurgie sera réalisée à l'hôpital ASPETAR de Doha, la capitale du Qatar. Sa durée d'indisponibilité est estimée entre trois et quatre mois. Le 10 mars 2023, le Paris Saint-Germain annonce à travers un point médical que Neymar a été opéré de la cheville droite et que l'intervention s’est très bien déroulée,.
Au total, pour la saison 2022-2023, Neymar aura été l'auteur de 13 buts et 11 passes décisives en 20 matchs de Ligue 1.
Le bilan de Neymar reste mitigé. Malgré un bilan statistique impressionnant et de nombreux trophées sur le plan national, il n'aura pas réussi à créer un lien affectif profond avec les supporters du club. En atteste son départ sans célébrations ni jubilés, après sa mise à l'écart du groupe, durant l'été 2023. Peu de temps après son transfert en Arabie Saoudite, Neymar affirmera que Messi et lui ont vécu « un enfer » au PSG.

#### Départ au Al-Hilal FC en Arabie saoudite (2023-2025)
Le 15 août 2023, Neymar s'engage en faveur du Al-Hilal FC en paraphant un contrat de deux ans,. L'indemnité du transfert est estimée à un peu moins de 100 millions d'euros. À cette occasion, il devient le joueur de football le plus cher de l'histoire en termes de montants de transferts cumulés (équivalent à environ 400 millions d'euros), dépassant Romelu Lukaku et ses 333 millions d'euros établis en 2021 lors de son transfert au Chelsea FC.
Le 8 septembre 2023, le Brésil affronte la Bolivie dans le cadre des éliminatoires de la zone Amérique du Sud pour la Coupe du monde 2026. Lors de ce match, Neymar inscrit un doublé, ses 78e et 79e buts avec la Seleção. À cette occasion, il devient le meilleur buteur de la sélection brésilienne en dépassant Pelé et ses 77 buts,,. Le 17 octobre 2023, en sélection contre l'Uruguay, Neymar subit une rupture du ligament croisé antérieur ainsi que du ménisque au genou gauche, ce qui entraîne son retrait des compétitions pour plusieurs mois. Il revient sur les terrains en octobre 2024 à l'occasion d'un match de Ligue des champions de l'AFC face à l'Al-Aïn FC (victoire, 5-4), plus d'un an après ses deux blessures.
Le 11 avril 2024, le Al-Hilal FC remporte la Supercoupe d'Arabie saoudite 2023 en battant le Al-Ittihad Club sur le score de quatre buts à un,. Ce succès permet à Neymar de remporter son premier trophée avec le club saoudien, sans avoir joué une seule minute dans la compétition.
Le 11 mai 2024, à la suite de la victoire de son club quatre buts à un contre le Al-Hazem SC en Saudi Pro League, Neymar est sacré champion d'Arabie saoudite,.
Le 28 janvier 2025, Al-Hilal FC annonce une résiliation de contrat à l'amiable avec Neymar, permettant donc au joueur de s'engager librement où il le souhaite, dès l'hiver 2024,,. Le joueur quitte le club saoudien un an et demi après son arrivée ; il aura disputé au total sept matchs, marqué un but et délivré trois passes décisives,.

#### Retour au Santos FC (depuis 2025)
Le 30 janvier 2025, Neymar annonce sur ses réseaux sociaux son retour dans son club formateur du Santos FC,,. Le lendemain, c'est le club brésilien qui annonce officiellement l'arrivée de Neymar,. Il portera le no 10, celui que Pelé avait utilisé lors de son passage entre 1956 et 1974,,. Il est présenté au stade Urbano-Caldeira devant 16 000 supporters,,.
Le 5 février 2025, jour de son 33e anniversaire, Neymar dispute son premier match depuis son retour face au club du Botafogo FC (1-1, score final),. Sur le banc, il rentre à la mi-temps en remplaçant Gabriel Bontempo. Le 8 février 2025, il est titularisé pour la première fois et est nommé capitaine contre le Grêmio Novorizontino (match nul, 0-0),,. Le 16 février 2025, il inscrit son premier but et délivre sa première passe décisive lors d'un match contre Água Santa (victoire, 3-1),,.
Le 6 mars 2025, il est convoqué par le sélectionneur Dorival Júnior pour affronter la Colombie et l'Argentine dans le cadre des éliminatoires de la zone Amérique du Sud de la Coupe du monde 2026,. Son dernier match avec la Seleção remontait au 17 octobre 2023 contre l'Uruguay durant lequel il s'était blessé lourdement, victime d'une rupture du ligament croisé antérieur du genou gauche, qui l'avait éloigné des terrains pendant une année. Le 14 mars 2025, il est contraint de renoncer à son retour avec la sélection brésilienne en raison d'une gêne à la cuisse gauche,.

### Vie privée
Le 5 mai 2011, Neymar confirme être le père de l'enfant d'une mineure âgée à l'époque de 17 ans nommée Carolina Dantas, lors d'une conférence de presse après la victoire de Santos FC en quarts de finale de la Copa Libertadores face au club colombien du Once Caldas. L'enfant est né le 24 août 2011 à l'hôpital de São Paulo et se prénomme David Lucca. Peu de temps après la naissance de l'enfant, les deux parents se séparent.
Neymar entretiendra alors une liaison avec l'actrice et top modèle Bruna Marquezine. En février 2014, après des mois de rumeurs, l'actrice officialise leur rupture dans le journal brésilien O Globo, avouant ainsi que leur couple n'avait pas supporté la distance. Le 14 février 2014, jour de la Saint-Valentin, Neymar confirme l'information en commentant une photo postée sur son compte Instagram. Mais à l'été, lors de la Coupe du monde 2014 au Brésil, Bruna Marquezine et Neymar s'affichent de nouveau ensemble.
Neymar a un frère prénommé Jo Amancio et une sœur prénommée Rafaella.
Neymar est un chrétien affirmé et, comme une bonne partie de ses collègues de la Seleção, chrétien évangélique. Neymar parle de sa foi en disant : « La vie n'a de sens que lorsque notre idéal le plus élevé est de servir le Christ ! ». Il poste aussi avant chaque match une photo sur son compte Instagram en la commentant d'un : « Que Dieu nous bénisse et nous protège ».
Le 14 mars 2018, l'attaquant brésilien est critiqué sur les réseaux sociaux après la publication d'un tweet rendant hommage à Stephen Hawking accompagné d'une photo où il est assis en fauteuil roulant, ses fans jugeant de mauvais goût la comparaison entre le handicap neuromoteur du scientifique décédé et la blessure à la cheville du joueur du Paris Saint-Germain,.
Chaque année, le joueur a pour habitude de fêter en grande pompe son anniversaire. Lors de ses années parisiennes entrecoupées par des blessures importantes, celles-ci ont souvent suscité la polémique, allant jusqu'à provoquer le courroux de ses dirigeants sportifs (la première année, Nasser al-Khelaïfi, Unai Emery et Antero Henrique répondaient pourtant présents à l'invitation),. Malgré ces polémiques sur son hygiène de vie, Neymar a réaffirmé en janvier 2021 à la chaîne de télévision française TF1 qu'il ne renoncerait jamais à son goût pour la fête.
Neymar est également un fan de Formule 1 et de NBA, il se rend notamment au Grand Prix automobile de Monaco et d'Espagne en 2023 puis rend visite à Jimmy Butler à Miami.
Le 19 avril 2023 Neymar et sa copine Bruna Biancardi annoncent qu'ils vont être parents,,. À travers une vidéo postée sur les réseaux sociaux, le couple révèle qu'il attend une fille : « Nous attendions tellement ce moment… Nous avons hâte de te rencontrer, c’est une fille ! Tu es notre plus beau cadeau ! ». Ils révèlent par la suite le prénom de leur futur enfant : Mavie, un prénom issu de la langue française, en référence au terme « ma vie »,,. Le couple se sépare ensuite et le joueur de football avait accueilli en juillet 2024 sa deuxième fille, prénommée Helena et issue d’une autre union. En décembre 2024, il annonce l'arrivée de son quatrième enfant, le second avec Bruna Biancardi,,. En juillet 2025, ils annoncent la naissance de leur 2eme fille ensemble, prénommée Mel.

### Politique
Le 30 septembre 2022, Neymar annonce qu'il apporte son soutien à Jair Bolsonaro, le président de la République fédérative du Brésil en poste du Parti libéral (PL), trois jours avant le début de l'élection présidentielle brésilienne de 2022,. Ce dernier faisant face à Luiz Inácio Lula da Silva du Parti des travailleurs (PT).

## Revenus et influence socio-économique

### Revenus
Début 2012, le magazine France Football classe Neymar au septième rang dans la liste des footballeurs les mieux payés au monde, avec des revenus d'environ 13,8 millions d'euros, comprenant son salaire, ses primes et ses droits à l'image. Fin 2013, Neymar grimpe à la 5e place de ce classement avec des revenus d’environ 22 millions d'euros. Depuis 2017, le Paris Saint-Germain verse au joueur un salaire net annuel compris entre 30 et 35 millions d'euros. Il reçoit une prime mensuelle de 375 000 euros au Paris Saint-Germain pour aller saluer ses supporters à la fin de chaque rencontre du club. Le 2 novembre 2018, il est cité dans l'enquête Football Leaks 2 sur le contournement des règles du fair-play financier.

### Influence socio-économique
Le 17 août 2010, il apparaît dans une publicité pour Gillette aux côtés de ses compatriotes Cafu et Ganso. En novembre de la même année, il apparaît dans une pub où on le voit jongler avec ses coéquipiers au Santos FC, Ganso et Robinho en faveur de Nike, sponsor officiel des Coupes du monde 2010 et 2014.
Neymar voit sa réputation grandir rapidement à partir de ses 17 ans. De ce fait, il signe de nombreux parrainages dont un contrat de 11 ans avec la société américaine de sport Nike en mars 2011. Dans le même mois, la société Panasonic engage pas moins de 2,4 millions de dollars pour s'assurer les services du Brésilien pendant deux ans. Il a également signé des contrats d'images avec d'autres sociétés reconnues telles que la firme automobile allemande Volkswagen, Red Bull, Santander, Lupo et bien d'autres. Des estimations rapportent que tous ces sponsors lui rapportent autour de vingt millions d'euros par an[réf. nécessaire]. Le 17 mai 2012, un magazine local l'annonce comme étant l'athlète le plus commercialisé dans le monde, devant Lionel Messi (3e) et Cristiano Ronaldo (5e).
Neymar apparaît, aux côtés de Cristiano Ronaldo, sur la couverture du jeu vidéo PES 2012 de la société Konami. Il apparaît également dans la version 2013 américaine de ce même jeu, toujours aux côtés du joueur portugais. Le 27 novembre 2012, Neymar crée la marque NJR, initiales de son prénom complet, grâce à l'aide de l'agence brésilienne Loducca. Début 2013, soit quatre ans après la création de son compte Facebook, il atteint les huit millions de fans sur ce réseau social et les six millions sur Twitter.
En mai 2015, il devient l'un des sportifs ambassadeurs de la salle de poker en ligne PokerStars. En 2015, Neymar devient ambassadeur du jeu PES 2016 et est donc présent sur les jaquettes du jeu. En juin 2017, quelques semaines avant son transfert au Paris Saint-Germain, sa valeur de transfert est estimée à 210 millions d'euros par le Centre international d’économie du sport, soit la plus forte valeur dans le monde. L'impact de son transfert au Paris Saint-Germain est tel que d'après le collectif Paris United, le président Nasser al-Khelaïfi mène des négociations avec Gérald Darmanin, ministre de l’Action et des Comptes publics. De son côté, Nicolas Sarkozy aurait sollicité ses contacts au ministère des Sports pour que l’État facilite le montage financier.
Le 12 septembre 2020, Neymar quitte Nike après 15 années de collaboration pour l'équipementier allemand Puma,. Selon certains spécialistes, le contrat du Brésilien atteint au moins les 20 millions d'euros annuels. « J'ai grandi en regardant des vidéos de légendes du football comme Pelé, Cruyff, Eusébio et Maradona » , qui « jouaient tous avec Puma », écrit l'attaquant Brésilien.

## Style de jeu

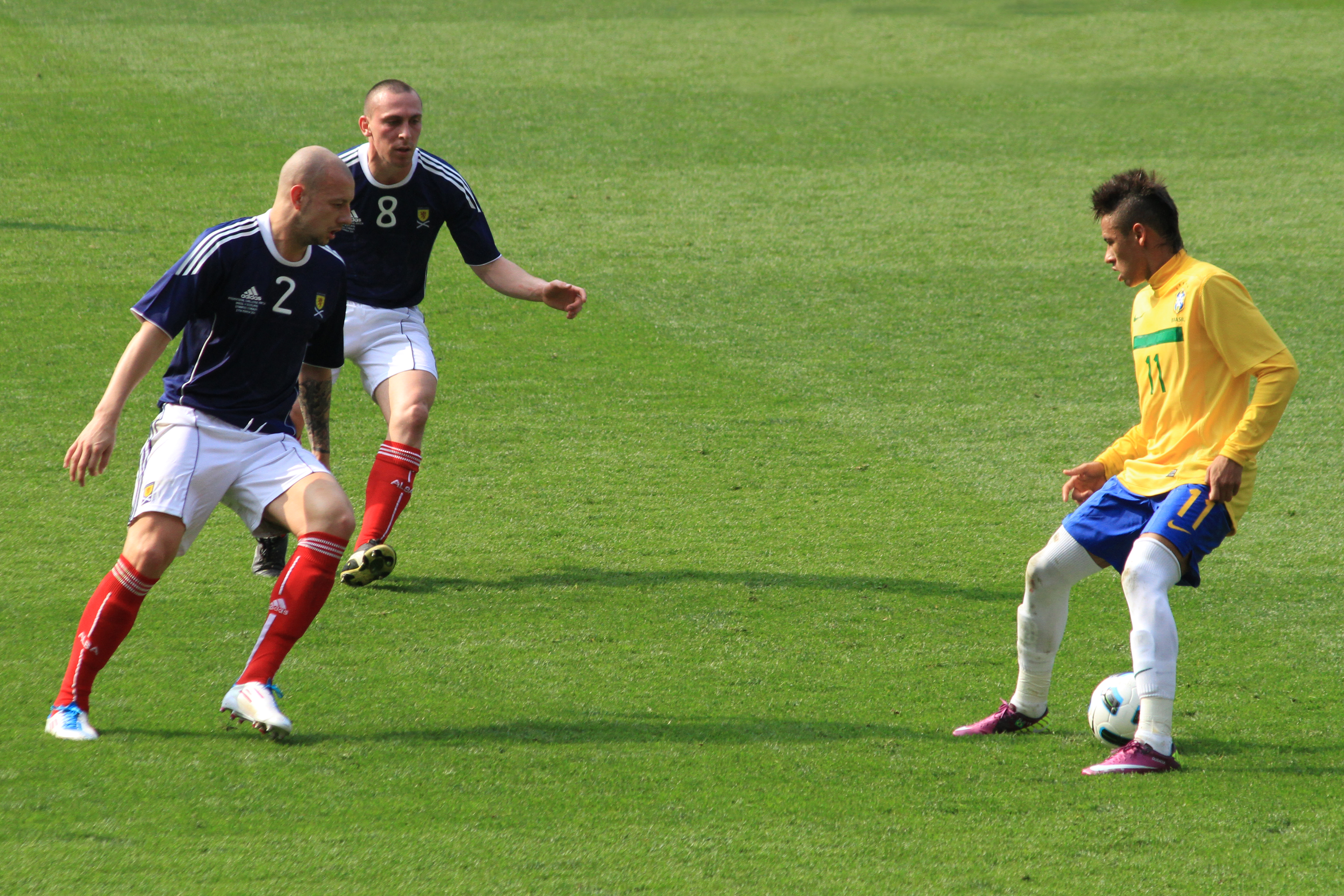
Neymar est connu pour ses qualités de dribbleur, ici contre l'Écosse en match amical (2011).

Attaquant, buteur, passeur, dribbleur, technicien hors norme, Neymar est appelé le nouveau Pelé. Son jeu est équivalent à celui de son compatriote Ronaldinho, connu pour ses gestes techniques, sa qualité de dribble, sa rapidité et son efficacité dans n'importe quelle situation devant le but. Il est capable d'éliminer ses adversaires grâce à une bonne maîtrise technique, avec entre autres, de rapides passements de jambes. Son pied fort est le droit, mais il est tout aussi à l'aise avec son pied gauche et est capable de frapper ou d'enrouler le ballon avec efficacité ce qui lui permet de marquer de nombreux coup de pieds arrêtés.
Neymar a été régulièrement brocardé par les médias et les réseaux sociaux pour sa tendance affirmée à la simulation, en particulier lorsqu'il est dans la surface de réparation. Cette technique, si elle s'avère incontestablement efficace (puisque la défense adverse rechigne à intervenir sur lui et qu'il parvient parfois à obtenir un penalty) a également valu au joueur d'être moqué jusque dans une publicité,,,,,,. Les médias établissent souvent des comparaisons entre Neymar et Pelé, car ce dernier possède un profil similaire à lui et tous les deux ont été formés au Santos FC. Neymar dit que Pelé est son « modèle », mais il affirme également qu'il « n'aime pas faire de comparaison avec Pelé ».

## Statistiques

### En club
| Saison                | Club                  | Championnat           | Championnat | Championnat | Championnat | Coupe nationale | Coupe nationale | Coupe nationale | Coupe de la Ligue | Coupe de la Ligue | Coupe de la Ligue | Supercoupe | Supercoupe | Supercoupe | Compétition(s) continentale(s) | Compétition(s) continentale(s) | Compétition(s) continentale(s) | Compétition(s) continentale(s) | Paulista A1 | Paulista A1 | Paulista A1 | Recopa CONMEBOL | Recopa CONMEBOL | Recopa CONMEBOL | Mondial des clubs | Mondial des clubs | Mondial des clubs | Total | Total | Total |
| Saison                | Club                  | Division              | M.          | B.          | P.d.        | M.              | B.              | P.d.            | M.                | B.                | P.d.              | M.         | B.         | P.d.       | Comp.                          | M.                             | B.                             | P.d.                           | M.          | B.          | P.d.        | M.              | B.              | P.d.            | M.                | B.                | P.d.              | M.    | B.    | P.d.  |
| 2009                  | Santos FC             | Série A               | 33          | 10          | 6           | 3               | 1               | 1               | -                 | -                 | -                 | -          | -          | -          | -                              | -                              | -                              | -                              | 12          | 3           | 2           | -               | -               | -               | -                 | -                 | -                 | 48    | 14    | 9     |
| 2010                  | Santos FC             | Série A               | 31          | 17          | 5           | 8               | 11              | 7               | -                 | -                 | -                 | -          | -          | -          | CS                             | 2                              | 0                              | 1                              | 19          | 14          | 7           | -               | -               | -               | -                 | -                 | -                 | 60    | 42    | 20    |
| 2011                  | Santos FC             | Série A               | 21          | 13          | 4           | 0               | 0               | 0               | -                 | -                 | -                 | -          | -          | -          | CL                             | 13                             | 6                              | 3                              | 11          | 4           | 2           | -               | -               | -               | 2                 | 1                 | 0                 | 47    | 24    | 9     |
| 2012                  | Santos FC             | Série A               | 17          | 14          | 7           | 0               | 0               | 0               | -                 | -                 | -                 | -          | -          | -          | CL                             | 12                             | 8                              | 4                              | 16          | 19          | 8           | 2               | 1               | 0               | -                 | -                 | -                 | 47    | 42    | 19    |
| 2013                  | Santos FC             | Série A               | 1           | 0           | 0           | 4               | 1               | 2               | -                 | -                 | -                 | -          | -          | -          | -                              | -                              | -                              | -                              | 18          | 12          | 7           | -               | -               | -               | -                 | -                 | -                 | 23    | 13    | 9     |
| Sous-total            | Sous-total            | Sous-total            | 103         | 54          | 22          | 15              | 13              | 10              | -                 | -                 | -                 | -          | -          | -          | -                              | 27                             | 14                             | 8                              | 76          | 53          | 26          | 2               | 1               | 0               | 2                 | 1                 | 0                 | 225   | 136   | 66    |
| 2013-2014             | FC Barcelone          | Liga                  | 26          | 9           | 8           | 3               | 1               | 0               | -                 | -                 | -                 | 2          | 1          | 0          | C1                             | 10                             | 4                              | 3                              | -           | -           | -           | -               | -               | -               | -                 | -                 | -                 | 41    | 15    | 11    |
| 2014-2015             | FC Barcelone          | Liga                  | 33          | 22          | 7           | 6               | 7               | 0               | -                 | -                 | -                 | -          | -          | -          | C1                             | 12                             | 10                             | 0                              | -           | -           | -           | -               | -               | -               | -                 | -                 | -                 | 51    | 39    | 7     |
| 2015-2016             | FC Barcelone          | Liga                  | 34          | 24          | 16          | 5               | 4               | 2               | -                 | -                 | -                 | 0          | 0          | 0          | C1                             | 9                              | 3                              | 5                              | -           | -           | -           | -               | -               | -               | 1                 | 0                 | 2                 | 49    | 31    | 25    |
| 2016-2017             | FC Barcelone          | Liga                  | 30          | 13          | 14          | 6               | 3               | 3               | -                 | -                 | -                 | 0          | 0          | 0          | C1                             | 9                              | 4                              | 9                              | -           | -           | -           | -               | -               | -               | -                 | -                 | -                 | 45    | 20    | 26    |
| Sous-total            | Sous-total            | Sous-total            | 123         | 68          | 38          | 20              | 15              | 4               | -                 | -                 | -                 | 2          | 1          | 0          | -                              | 40                             | 21                             | 15                             | -           | -           | -           | -               | -               | -               | 1                 | 0                 | 2                 | 186   | 105   | 59    |
| 2017-2018             | Paris Saint-Germain   | Ligue 1               | 20          | 19          | 13          | 1               | 2               | 0               | 2                 | 1                 | 0                 | -          | -          | -          | C1                             | 7                              | 6                              | 3                              | -           | -           | -           | -               | -               | -               | -                 | -                 | -                 | 30    | 28    | 16    |
| 2018-2019             | Paris Saint-Germain   | Ligue 1               | 17          | 15          | 7           | 3               | 2               | 2               | 1                 | 1                 | 0                 | 1          | 0          | 0          | C1                             | 6                              | 5                              | 2                              | -           | -           | -           | -               | -               | -               | -                 | -                 | -                 | 28    | 23    | 11    |
| 2019-2020             | Paris Saint-Germain   | Ligue 1               | 15          | 13          | 6           | 2               | 2               | 0               | 3                 | 1                 | 1                 | -          | -          | -          | C1                             | 7                              | 3                              | 4                              | -           | -           | -           | -               | -               | -               | -                 | -                 | -                 | 27    | 19    | 11    |
| 2020-2021             | Paris Saint-Germain   | Ligue 1               | 18          | 9           | 5           | 3               | 1               | 1               | -                 | -                 | -                 | 1          | 1          | 0          | C1                             | 9                              | 6                              | 2                              | -           | -           | -           | -               | -               | -               | -                 | -                 | -                 | 31    | 17    | 8     |
| 2021-2022             | Paris Saint-Germain   | Ligue 1               | 22          | 13          | 6           | -               | -               | -               | -                 | -                 | -                 | -          | -          | -          | C1                             | 6                              | 0                              | 2                              | -           | -           | -           | -               | -               | -               | -                 | -                 | -                 | 28    | 13    | 8     |
| 2022-2023             | Paris Saint-Germain   | Ligue 1               | 20          | 13          | 11          | 2               | 1               | 3               | -                 | -                 | -                 | 1          | 2          | 0          | C1                             | 6                              | 2                              | 2                              | -           | -           | -           | -               | -               | -               | -                 | -                 | -                 | 29    | 18    | 16    |
| Sous-total            | Sous-total            | Sous-total            | 112         | 82          | 48          | 11              | 8               | 6               | 6                 | 3                 | 1                 | 3          | 3          | 0          | -                              | 41                             | 22                             | 15                             | -           | -           | -           | -               | -               | -               | -                 | -                 | -                 | 173   | 118   | 70    |
| 2023-2024             | Al-Hilal FC           | Saudi Pro League      | 3           | 0           | 2           | -               | -               | -               | -                 | -                 | -                 | -          | -          | -          | ACL                            | 2                              | 1                              | 0                              | -           | -           | -           | -               | -               | -               | -                 | -                 | -                 | 5     | 1     | 2     |
| 2024-2025             | Al-Hilal FC           | Saudi Pro League      | -           | -           | -           | -               | -               | -               | -                 | -                 | -                 | -          | -          | -          | ACL                            | 2                              | 0                              | 0                              | -           | -           | -           | -               | -               | -               | -                 | -                 | -                 | 2     | 0     | 0     |
| Sous-total            | Sous-total            | Sous-total            | 3           | 0           | 2           | -               | -               | -               | -                 | -                 | -                 | -          | -          | -          | -                              | 4                              | 1                              | 0                              | -           | -           | -           | -               | -               | -               | -                 | -                 | -                 | 7     | 1     | 2     |
| 2025                  | Santos FC             | Série A               | 11          | 3           | 0           | 1               | 0               | 0               | -                 | -                 | -                 | -          | -          | -          | -                              | -                              | -                              | -                              | 7           | 3           | 3           | -               | -               | -               | -                 | -                 | -                 | 19    | 6     | 3     |
| Total sur la carrière | Total sur la carrière | Total sur la carrière | 352         | 207         | 110         | 47              | 36              | 20              | 6                 | 3                 | 1                 | 5          | 4          | 0          | -                              | 112                            | 58                             | 38                             | 83          | 56          | 29          | 2               | 1               | 0               | 3                 | 1                 | 2                 | 610   | 366   | 200   |

## En sélection nationale
| Année  | Sélection        | Coupe du monde | Coupe du monde | Coupe du monde | Copa América | Copa América | Copa América | Éliminatoires CDM | Éliminatoires CDM | Éliminatoires CDM | Amicaux | Amicaux | Amicaux | C. confédérations | C. confédérations | C. confédérations | Totaux | Totaux | Totaux | JO | JO | JO |
| Année  | Sélection        | M              | B              | P              | M            | B            | P            | M                 | B                 | P                 | M       | B       | P       | M                 | B                 | P                 | M      | B      | P      | M  | B  | P  |
| ------ | ---------------- | -------------- | -------------- | -------------- | ------------ | ------------ | ------------ | ----------------- | ----------------- | ----------------- | ------- | ------- | ------- | ----------------- | ----------------- | ----------------- | ------ | ------ | ------ | -- | -- | -- |
| 2010   | Brésil           | —              | —              | —              | —            | —            | —            | —                 | —                 | —                 | 2       | 1       | 0       | —                 | —                 | —                 | 2      | 1      | 0      |    |    |    |
| 2011   | Brésil           | —              | —              | —              | 4            | 2            | 0            | —                 | —                 | —                 | 9       | 5       | 2       | —                 | —                 | —                 | 13     | 7      | 2      |    |    |    |
| 2012   | Brésil           | —              | —              | —              | —            | —            | —            | —                 | —                 | —                 | 12      | 9       | 7       | —                 | —                 | —                 | 12     | 9      | 7      |    |    |    |
| 2012   | Brésil olympique | —              | —              | —              | —            | —            | —            | —                 | —                 | —                 | —       | —       | —       | —                 | —                 | —                 | —      | —      | —      | 6  | 3  | 4  |
| 2013   | Brésil           | —              | —              | —              | —            | —            | —            | —                 | —                 | —                 | 14      | 6       | 8       | 5                 | 4                 | 2                 | 19     | 10     | 10     |    |    |    |
| 2014   | Brésil           | 5              | 4              | 1              | —            | —            | —            | —                 | —                 | —                 | 9       | 11      | 3       | —                 | —                 | —                 | 14     | 15     | 4      |    |    |    |
| 2015   | Brésil           | —              | —              | —              | 2            | 1            | 1            | 2                 | 0                 | 0                 | 5       | 3       | 0       | —                 | —                 | —                 | 9      | 4      | 1      |    |    |    |
| 2016   | Brésil           | —              | —              | —              | —            | —            | —            | 6                 | 4                 | 5                 | —       | —       | —       | —                 | —                 | —                 | 6      | 4      | 5      |    |    |    |
| 2016   | Brésil olympique | —              | —              | —              | —            | —            | —            | —                 | —                 | —                 | —       | —       | —       | —                 | —                 | —                 | —      | —      | —      | 6  | 4  | 3  |
| 2017   | Brésil           | —              | —              | —              | —            | —            | —            | 6                 | 2                 | 3                 | 2       | 1       | 0       | —                 | —                 | —                 | 8      | 3      | 3      |    |    |    |
| 2018   | Brésil           | 5              | 2              | 1              | —            | —            | —            | —                 | —                 | —                 | 8       | 5       | 6       | —                 | —                 | —                 | 13     | 7      | 7      |    |    |    |
| 2019   | Brésil           | —              | —              | —              | —            | —            | —            | —                 | —                 | —                 | 5       | 1       | 1       | —                 | —                 | —                 | 5      | 1      | 1      |    |    |    |
| 2020   | Brésil           | —              | —              | —              | —            | —            | —            | 2                 | 3                 | 2                 | —       | —       | —       | —                 | —                 | —                 | 2      | 3      | 2      |    |    |    |
| 2021   | Brésil           | —              | —              | —              | 6            | 2            | 3            | 7                 | 4                 | 6                 | —       | —       | —       | —                 | —                 | —                 | 13     | 6      | 9      |    |    |    |
| 2022   | Brésil           | 3              | 2              | 1              | —            | —            | —            | 1                 | 1                 | 0                 | 4       | 4       | 2       | —                 | —                 | —                 | 8      | 7      | 3      |    |    |    |
| 2023   | Brésil           | —              | —              | —              | —            | —            | —            | 4                 | 2                 | 3                 | —       | —       | —       | —                 | —                 | —                 | 4      | 2      | 3      |    |    |    |
| Totaux | Totaux           | 13             | 8              | 3              | 12           | 5            | 4            | 28                | 16                | 19                | 70      | 46      | 29      | 5                 | 4                 | 2                 | 128    | 79     | 57     | 12 | 7  | 7  |

### Buts en sélection
| Buts internationaux de Neymar | Buts internationaux de Neymar | Buts internationaux de Neymar                   | Buts internationaux de Neymar | Buts internationaux de Neymar | Buts internationaux de Neymar | Buts internationaux de Neymar | Buts internationaux de Neymar |
| But                           | Date                          | Lieu                                            | Compétition                   | Résultat                      | Adversaire                    | Détails                       | Détails                       |
| ----------------------------- | ----------------------------- | ----------------------------------------------- | ----------------------------- | ----------------------------- | ----------------------------- | ----------------------------- | ----------------------------- |
| 1er                           | 10 août 2010                  | Meadowlands Stadium, East Rutherford, USA       | Amical international          | V 2-0                         | États-Unis                    | 37e                           | 1-0                           |
| 2e                            | 27 mars 2011                  | Emirates Stadium, Londres, Angleterre           | Amical international          | V 2-0                         | Écosse                        | 42e                           | 1-0                           |
| 3e                            | 27 mars 2011                  | Emirates Stadium, Londres, Angleterre           | Amical international          | V 2-0                         | Écosse                        | 76e                           | 2-0                           |
| 4e                            | 13 juillet 2011               | Stade Mario Alberto Kempes, Cordoba, Argentine  | Copa América 2011             | V 4-2                         | Équateur                      | 49e                           | 2-1                           |
| 5e                            | 13 juillet 2011               | Stade Mario Alberto Kempes, Cordoba, Argentine  | Copa América 2011             | V 4-2                         | Équateur                      | 72e                           | 4-2                           |
| 6e                            | 10 août 2011                  | Mercedes-Benz Arena, Stuttgart, Allemagne       | Amical international          | D 2-3                         | Allemagne                     | 90+2e                         | 2-3                           |
| 7e                            | 28 septembre 2011             | Estádio Jornalista Edgar Augusto, Belém, Brésil | Amical international          | V 2-0                         | Argentine                     | 75e                           | 2-0                           |
| 8e                            | 8 octobre 2011                | Estadio Nacional, San José, Costa Rica          | Amical international          | V 1-0                         | Costa Rica                    | 53e                           | 1-0                           |
| 9e                            | 30 mai 2012                   | FedExField, Landover, États-Unis                | Amical international          | V 4-1                         | États-Unis                    | 11e                           | 1-0                           |
| 10e                           | 10 septembre 2012             | Estádio do Arruda, Recife, Brésil               | Amical international          | V 8-0                         | Chine                         | 25e                           | 2-0                           |
| 11e                           | 10 septembre 2012             | Estádio do Arruda, Recife, Brésil               | Amical international          | V 8-0                         | Chine                         | 53e                           | 5-0                           |
| 12e                           | 10 septembre 2012             | Estádio do Arruda, Recife, Brésil               | Amical international          | V 8-0                         | Chine                         | 59e                           | 6-0                           |
| 13e                           | 20 septembre 2012             | Estádio Nacional de Brasília, Goiâna, Brésil    | Amical international          | V 2-1                         | Argentine                     | 90e                           | 2-1                           |
| 14e                           | 11 octobre 2012               | Swedbank Stadion, Malmö, Suède                  | Amical international          | V 6-0                         | Irak                          | 76e                           | 5-0                           |
| 15e                           | 16 octobre 2012               | Stadion Miejski, Wrocław, Pologne               | Amical international          | V 4-0                         | Japon                         | 26e                           | 2-0                           |
| 16e                           | 16 octobre 2012               | Stadion Miejski, Wrocław, Pologne               | Amical international          | V 4-0                         | Japon                         | 48e                           | 3-0                           |
| 17e                           | 15 novembre 2012              | MetLife Stadium, East Rutherford, États-Unis    | Amical international          | N 1-1                         | Colombie                      | 63e                           | 1-1                           |
| 18e                           | 6 avril 2013                  | Stade Ramón Aguilera, Santa Cruz, Bolivie       | Amical international          | V 4-0                         | Bolivie                       | 31e                           | 2-0                           |
| 19e                           | 6 avril 2013                  | Stade Ramón Aguilera, Santa Cruz, Bolivie       | Amical international          | V 4-0                         | Bolivie                       | 42e                           | 3-0                           |
| 20e                           | 25 avril 2013                 | Estádio Mineirǎo, Belo Horizonte, Brésil        | Amical international          | N 2-2                         | Chili                         | 55e                           | 2-1                           |
| 21e                           | 15 juin 2013                  | Estádio Nacional de Brasília, Brasilia, Brésil  | Coupe des confédérations 2013 | V 3-0                         | Japon                         | 3e                            | 1-0                           |
| 22e                           | 19 juin 2013                  | Estádio Castelão, Fortaleza, Brésil             | Coupe des confédérations 2013 | V 2-0                         | Mexique                       | 9e                            | 1-0                           |
| 23e                           | 22 juin 2013                  | Arena Fonte Nova, Salvador, Brésil              | Coupe des confédérations 2013 | V 4-2                         | Italie                        | 55e                           | 2-1                           |
| 24e                           | 30 juin 2013                  | Maracanã, Rio de Janeiro, Brésil                | Coupe des confédérations 2013 | V 3-0                         | Espagne                       | 44e                           | 2-0                           |
| 25e                           | 7 septembre 2013              | Estádio Nacional de Brasília, Brasilia, Brésil  | Amical international          | V 6-0                         | Australie                     | 35e                           | 3-0                           |
| 26e                           | 11 septembre 2013             | Gillette Stadium, Foxborough, États-Unis        | Amical international          | V 3-1                         | Portugal                      | 34e                           | 3-1                           |
| 27e                           | 12 octobre 2013               | Seoul World Cup Stadium, Séoul, Corée du Sud    | Amical international          | V 2-0                         | Corée du Sud                  | 44e                           | 1-0                           |
| 28e                           | 5 mars 2014                   | FNB Stadium, Johannesbourg, Afrique du Sud      | Amical international          | V 5-0                         | Afrique du Sud                | 41e                           | 2-0                           |
| 29e                           | 5 mars 2014                   | FNB Stadium, Johannesbourg, Afrique du Sud      | Amical international          | V 5-0                         | Afrique du Sud                | 46e                           | 3-0                           |
| 30e                           | 5 mars 2014                   | FNB Stadium, Johannesbourg, Afrique du Sud      | Amical international          | V 5-0                         | Afrique du Sud                | 90e                           | 5-0                           |
| 31e                           | 3 juin 2014                   | Stade Serra-Dourada, Goiâna, Brésil             | Amical international          | V 4-0                         | Panama                        | 27e                           | 1-0                           |
| 32e                           | 12 juin 2014                  | Arena Corinthians, São Paulo, Brésil            | Coupe du monde 2014           | V 3-1                         | Croatie                       | 29e                           | 1-1                           |
| 33e                           | 12 juin 2014                  | Arena Corinthians, São Paulo, Brésil            | Coupe du monde 2014           | V 3-1                         | Croatie                       | 71e                           | 2-1                           |
| 34e                           | 23 juin 2014                  | Estádio Nacional de Brasília, Brasilia, Brésil  | Coupe du monde 2014           | V 4-1                         | Cameroun                      | 17e                           | 1-0                           |
| 35e                           | 23 juin 2014                  | Estádio Nacional de Brasília, Brasilia, Brésil  | Coupe du monde 2014           | V 4-1                         | Cameroun                      | 34e                           | 2-1                           |
| 36e                           | 5 septembre 2014              | Sun Life Stadium, Miami, États-Unis             | Amical International          | V 1-0                         | Colombie                      | 82e                           | 1-0                           |
| 37e                           | 14 octobre 2014               | Stade national, Kallang, Singapour              | Amical International          | V 4-0                         | Japon                         | 18e                           | 1-0                           |
| 38e                           | 14 octobre 2014               | Stade national, Kallang, Singapour              | Amical International          | V 4-0                         | Japon                         | 48e                           | 2-0                           |
| 39e                           | 14 octobre 2014               | Stade national, Kallang, Singapour              | Amical International          | V 4-0                         | Japon                         | 77e                           | 3-0                           |
| 40e                           | 14 octobre 2014               | Stade national, Kallang, Singapour              | Amical International          | V 4-0                         | Japon                         | 81e                           | 4-0                           |
| 41e                           | 12 novembre 2014              | Şükrü Saracoğlu Stadium, Istanbul, Turquie      | Amical International          | V 4-0                         | Turquie                       | 20e                           | 1-0                           |
| 42e                           | 12 novembre 2014              | Şükrü Saracoğlu Stadium, Istanbul, Turquie      | Amical International          | V 4-0                         | Turquie                       | 60e                           | 4-0                           |
| 43e                           | 26 mars 2015                  | Stade de France, Paris, France                  | Amical International          | V 3-1                         | France                        | 57e                           | 2-1                           |
| 44e                           | 14 juin 2015                  | Estadio Germán Becker, Temuco, Chili            | Copa América 2015             | V 2-1                         | Pérou                         | 5e                            | 1-1                           |
| 45e                           | 8 septembre 2015              | Gillette Stadium, Foxborough, États-Unis        | Amical International          | V 4-1                         | États-Unis                    | 51e                           | 2-0                           |
| 46e                           | 8 septembre 2015              | Gillette Stadium, Foxborough, États-Unis        | Amical International          | V 4-1                         | États-Unis                    | 67e                           | 4-0                           |
| 47e                           | 1er septembre 2016            | Estadio Olímpico Atahualpa, Quito, Équateur     | Éliminatoires CDM 2018        | V 3-0                         | Équateur                      | 72e                           | 1-0                           |
| 48e                           | 6 septembre 2016              | Arena da Amazônia, Manaus, Brésil               | Éliminatoires CDM 2018        | V 2-1                         | Colombie                      | 74e                           | 2-1                           |
| 49e                           | 6 octobre 2016                | Arena das Dunas, Natal, Brésil                  | Éliminatoires CDM 2018        | V 5-0                         | Bolivie                       | 10e                           | 1-0                           |
| 50e                           | 10 novembre 2016              | Estádio Mineirão, Belo Horizonte, Brésil        | Éliminatoires CDM 2018        | V 3-0                         | Argentine                     | 45e                           | 2-0                           |
| 51e                           | 23 mars 2017                  | Estadio Centenario, Montevideo, Uruguay         | Éliminatoires CDM 2018        | V 4-1                         | Uruguay                       | 74e                           | 3-1                           |
| 52e                           | 27 mars 2017                  | Arena Corinthians, São Paulo, Brésil            | Éliminatoires CDM 2018        | V 3-0                         | Paraguay                      | 63e                           | 2-0                           |
| 53e                           | 10 novembre 2017              | Stade Pierre-Mauroy, Villeneuve-d'Ascq, France  | Amical International          | V 3-1                         | Japon                         | 10e                           | 1-0                           |
| 54e                           | 3 juin 2018                   | Anfield, Liverpool, Angleterre                  | Amical International          | V 2-0                         | Croatie                       | 69e                           | 1-0                           |
| 55e                           | 10 juin 2018                  | Stade Ernst-Happel, Vienne, Autriche            | Amical International          | V 3-0                         | Autriche                      | 63e                           | 2-0                           |
| 56e                           | 22 juin 2018                  | Stade Krestovski, Saint-Pétersbourg, Russie     | Coupe du monde 2018           | V 2-0                         | Costa Rica                    | 90+7e                         | 2-0                           |
| 57e                           | 2 juillet 2018                | Stade de Samara, Samara, Russie                 | Coupe du monde 2018           | V 2-0                         | Mexique                       | 51e                           | 1-0                           |
| 58e                           | 9 septembre 2018              | MetLife Stadium, East Rutherford, États-Unis    | Amical international          | V 0-2                         | États-Unis                    | 43e                           | 0-2                           |
| 59e                           | 12 septembre 2018             | FedEx Field, Landover, États-Unis               | Amical international          | V 5-0                         | Salvador                      | 4e                            | 1-0                           |
| 60e                           | 16 novembre 2018              | Emirates Stadium, Londres, Angleterre           | Amical international          | V 1-0                         | Uruguay                       | 76e                           | 1-0                           |
| 61e                           | 7 septembre 2019              | Hard Rock Stadium, Miami Gardens, États-Unis    | Amical international          | V 2-2                         | Colombie                      | 58e                           | 2-2                           |
| 62e                           | 14 octobre 2020               | Estadio Nacional, Lima, Pérou                   | Éliminatoires CDM 2022        | V 2-4                         | Pérou                         | 28e                           | 1-1                           |
| 63e                           | 14 octobre 2020               | Estadio Nacional, Lima, Pérou                   | Éliminatoires CDM 2022        | V 2-4                         | Pérou                         | 83e                           | 2-3                           |
| 64e                           | 14 octobre 2020               | Estadio Nacional, Lima, Pérou                   | Éliminatoires CDM 2022        | V 2-4                         | Pérou                         | 90+4e                         | 2-4                           |
| 65e                           | 5 juin 2021                   | Stade Beira-Rio, Porto Alegre, Brésil           | Amical international          | V 2-0                         | Équateur                      | 90+4e                         | 2-0                           |
| 66e                           | 9 juin 2021                   | Stade Defensores del Chaco, Asuncion, Paraguay  | Amical international          | V 0-2                         | Paraguay                      | 4e                            | 0-1                           |
| 67e                           | 13 juin 2021                  | Estádio Mané Garrincha, Brasilia, Brésil        | Copa América 2021             | V 3-0                         | Venezuela                     | 64e                           | 2-0                           |
| 68e                           | 18 juin 2021                  | Stade olympique, Rio de Janeiro, Brésil         | Copa América 2021             | V 0-4                         | Pérou                         | 68e                           | 0-3                           |
| 69e                           | 10 septembre 2021             | Arena Pernambuco, São Lourenço da Mata, Brésil  | Éliminatoires CDM 2022        | V 2-0                         | Pérou                         | 10e                           | 2-0                           |
| 70e                           | 15 octobre 2021               | Arena da Amazônia, Manaus, Brésil               | Éliminatoires CDM 2022        | V 4-1                         | Uruguay                       | 10e                           | 1-0                           |
| 71e                           | 25 mars 2022                  | Stade Maracanã, Rio de Janeiro, Brésil          | Éliminatoires CDM 2022        | V 4-0                         | Chili                         | 44e                           | 1-0                           |
| 72e                           | 2 juin 2022                   | Sangam Stadium, Séoul, Corée du Sud             | Amical international          | V 1-5                         | Corée du Sud                  | 42e                           | 1-2                           |
| 73e                           | 2 juin 2022                   | Sangam Stadium, Séoul, Corée du Sud             | Amical international          | V 1-5                         | Corée du Sud                  | 57e                           | 1-3                           |
| 74e                           | 6 juin 2022                   | Stade national, Tokyo, Japon                    | Amical international          | V 0-1                         | Japon                         | 77e                           | 0-1                           |
| 75e                           | 27 septembre 2022             | Parc des Princes, Paris, France                 | Amical international          | V 5-1                         | Tunisie                       | 29e                           | 3-1                           |
| 76e                           | 5 décembre 2022               | Stade 974, Doha, Qatar                          | Coupe du monde 2022           | V 4-1                         | Corée du Sud                  | 13e                           | 2-0                           |
| 77e                           | 9 décembre 2022               | Stade Education City, Al-Rayyan, Qatar          | Coupe du monde 2022           | N 1-1                         | Croatie                       | 105+1e                        | 1-0                           |

## Palmarès

### En sélection nationale

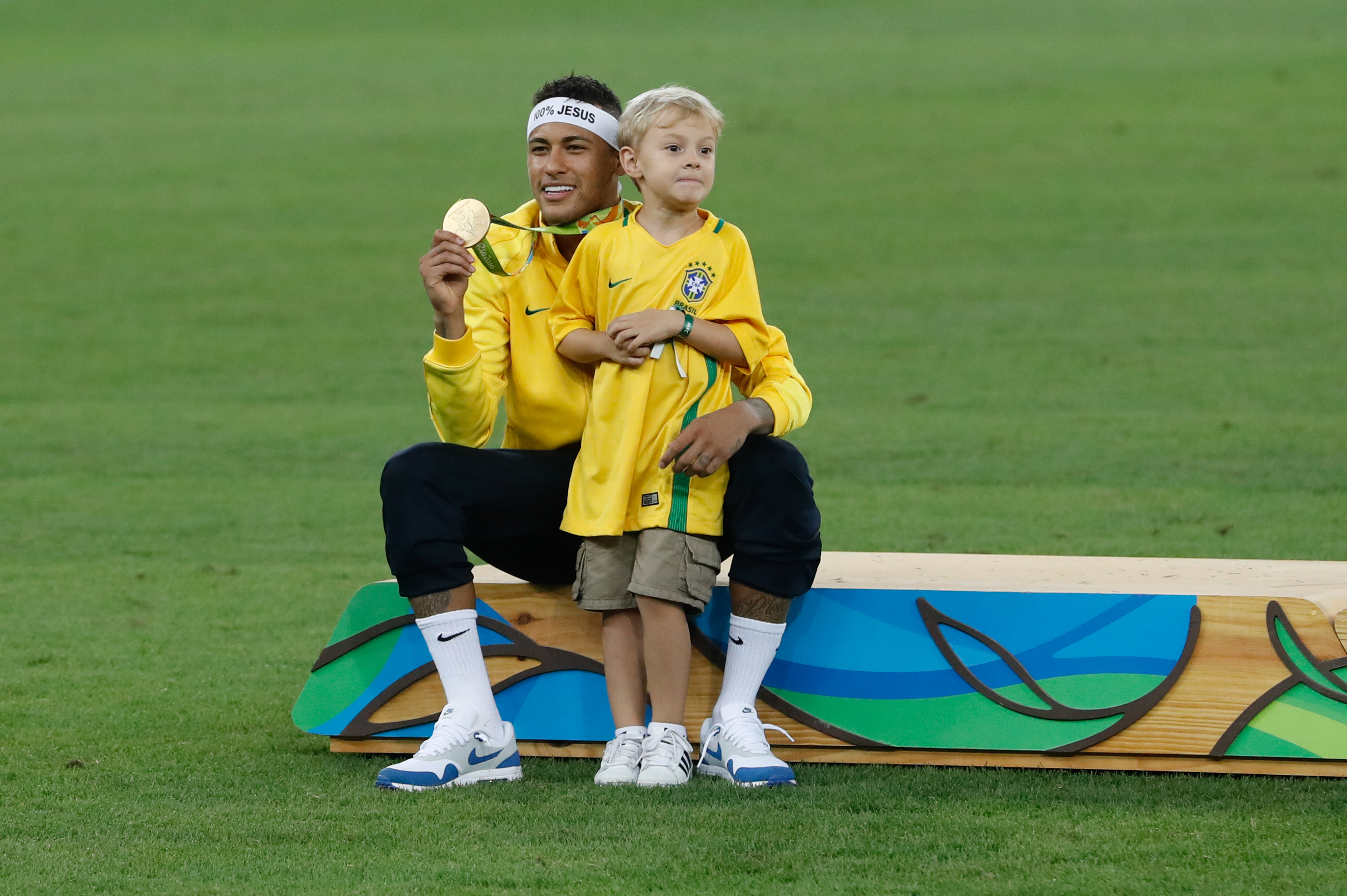
Neymar, avec son fils David Lucca, après la conquête du titre olympique du Brésil (2016).

Avec la Seleção, Neymar remporte la Coupe des confédérations en 2013. Il atteint la finale de la Copa América 2021 mais malgré un énorme tournoi (2 buts, 3 passes décisives et élu 3 fois homme du match) ainsi qu'une bonne finale de sa part, le Brésil s'incline sur le score de 1-0.
Il est aussi avec le Brésil olympique, médaillé d'argent lors des Jeux olympiques de 2012 avant de glaner la médaille d'or lors de l'olympiade suivante disputée à domicile. Plus jeune, il remporte également le Championnat sud-américain des moins de 20 ans en 2011 avec l'équipe du Brésil de cette même catégorie d'âge.
| Brésil (1)                                                                            | Brésil olympique (1)                                                      | Brésil -20 ans (1)                                        |
| ------------------------------------------------------------------------------------- | ------------------------------------------------------------------------- | --------------------------------------------------------- |
| - Coupe des confédérations : - Vainqueur : 2013. - Copa América : - Finaliste : 2021. | - Jeux olympiques : - médaillé d'or en 2016. - médaillé d'argent en 2012. | - Championnat sud-américain -20 ans : - Vainqueur : 2011. |

### En club
Neymar a évolué dans 4 clubs professionnels au cours de sa carrière et y a gagné de nombreux trophées.
- Avec son club formateur du Santos FC, Neymar remporte la Coupe du Brésil en 2010 ainsi que la Copa Libertadores en 2011 et la Recopa Sudamericana 2012. En 2011, il est finaliste de la Coupe du monde des clubs de la FIFA qu'il perd face au FC Barcelone. Sur un plan plus régional, il est Champion de l'État de São Paulo en 2010, 2011 et 2012.
- Avec le FC Barcelone, Neymar remporte la Ligue des champions en 2015, titre le plus important de sa carrière en club jusqu'alors. Il est également Champion d'Espagne en 2015 et 2016 et vainqueur de la Coupe du Roi en 2015, 2016 et 2017. Avec le club espagnol, il gagne aussi la Supercoupe nationale en 2013 et la Coupe du monde des clubs en 2015.
- Au Paris Saint-Germain depuis la saison 2017-2018, il remporte la Ligue 1 à cinq reprises en 2018, 2019, 2020, 2022 et 2023 ainsi que la Coupe de France en 2020, la Coupe de la Ligue en 2020, et le Trophée des champions en 2018, 2020 et 2022.
- Au Al-Hilal SFC, Neymar est également sacré Champion d'Arabie saoudite en 2024.

| Santos FC (6) | FC Barcelone (8) | Paris Saint-Germain FC (10) | Al-Hilal SFC (1)                                     |
| --- | --- | --- | ---------------------------------------------------- |
| - Coupe du monde des clubs : - Finaliste : 2011. - Copa Libertadores : - Vainqueur : 2011. - Recopa Sudamericana : - Vainqueur : 2012. - Coupe du Brésil : - Vainqueur : 2010. - Championnat de São Paulo : - Champion : 2010, 2011 et 2012. - Finaliste : 2009 et 2013. | - Ligue des champions : - Vainqueur : 2015. - Championnat d'Espagne : - Champion : 2015 et 2016. - Vice-champion : 2014 et 2017. - Coupe d'Espagne : - Vainqueur : 2015, 2016 et 2017. - Finaliste : 2014. - Supercoupe d'Espagne : - Vainqueur : 2013. - Coupe du monde des clubs : - Vainqueur : 2015. | - Ligue des champions : - Finaliste : 2020. - Championnat de France : - Champion : 2018, 2019, 2020, 2022 et 2023. - Vice-champion : 2021. - Coupe de France : - Vainqueur : 2020 - Finaliste : 2019. - Coupe de la Ligue : - Vainqueur : 2020. - Trophée des champions : - Vainqueur : 2018, 2020 et 2022. | - Championnat d'Arabie saoudite : - Champion : 2024. |

### Distinctions personnelles
- En 2009 :

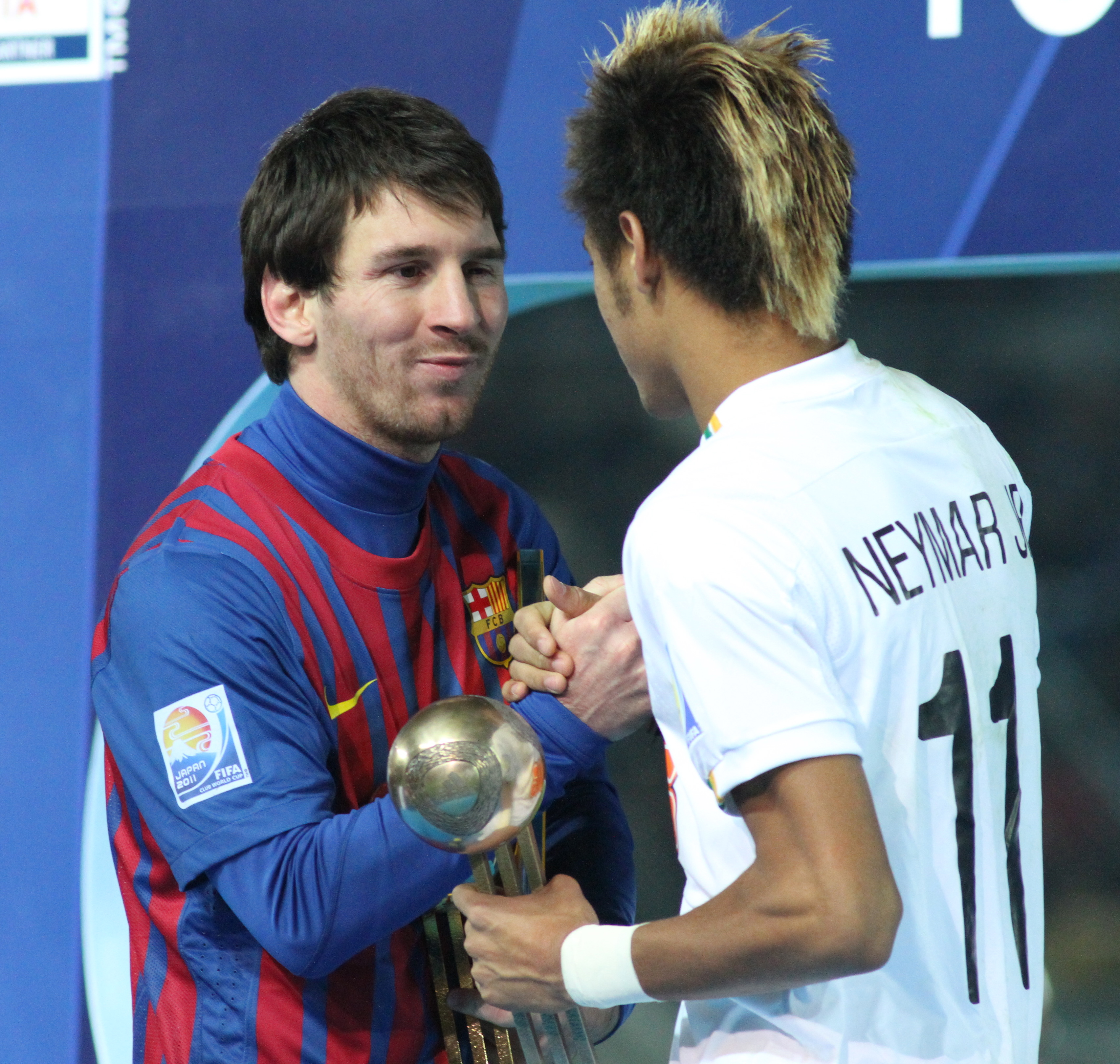
Neymar est élu Ballon de bronze à la Coupe du monde des clubs de la FIFA 2011.

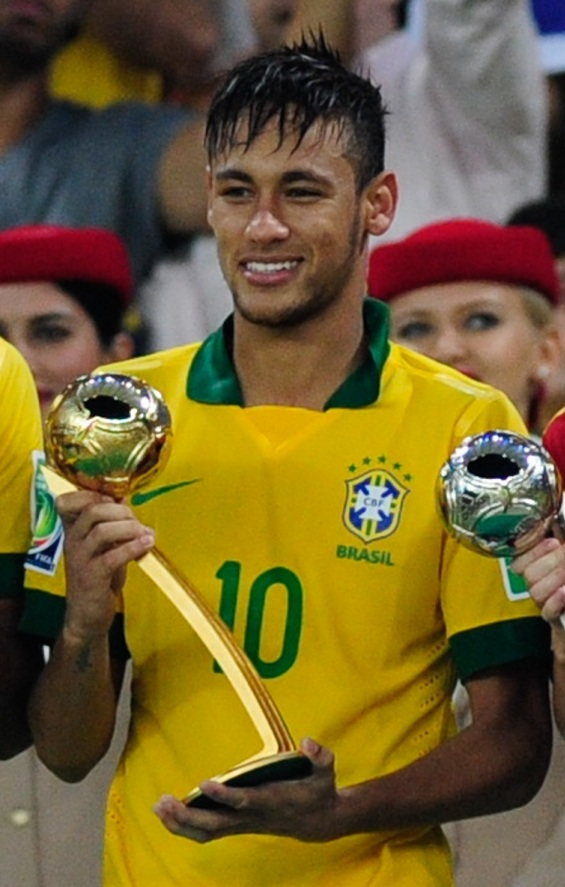
Neymar recevant le Golden Ball (2013).

  - Meilleur jeune joueur du championnat de São Paulo.
- En 2010 :
  - Meilleur joueur du championnat de São Paulo.
  - Meilleur attaquant du championnat de São Paulo.
  - Meilleur buteur de la Coupe du Brésil (11 buts).
  - Membre de l'équipe type de Série A[240].
  - Élu troisième joueur sud-américain de l'année[35].
  - Ballon d'or : meilleur buteur au Brésil toutes compétitions confondues par le magazine Placar (42 buts).
  - Ballon d'argent : meilleur attaquant de Série A par le magazine Placar.
  - Soulier d'or : meilleur buteur au Brésil toutes compétitions confondues.
- En 2011 :
  - Meilleur joueur[41].
  - Meilleur attaquant du championnat de São Paulo[41].
  - Membre de l'équipe type du championnat de São Paulo[241].
  - Meilleur joueur de la Copa Sudamericana des moins de 20 ans[242].
  - Meilleur buteur de la Copa Sudamericana des moins de 20 ans (9 buts)[242].
  - Bola de Ouro du meilleur joueur du championnat du Brésil.
  - Meilleur joueur sud-américain de l'année.
  - Élu meilleur jeune joueur dans le monde à 29,2 %.
  - Ballon de bronze de la Coupe du monde des clubs de la FIFA.
  - Prix Puskás de la FIFA, prix du plus beau but de l'année pour sa réalisation face au CR Flamengo en championnat.
- En 2012 :
  - Nommé pour le Prix Puskás de la FIFA, prix du plus beau but pour sa réalisation en championnat face au SC Internacional.
  - Soulier d'or : Meilleur buteur au Brésil toutes compétitions confondues (56 buts).
  - Élu meilleur joueur d'Amérique du Sud[243].
  - Meilleur buteur de la sélection brésilienne (13 buts).
  - Meilleur buteur du championnat de São Paulo (20 buts).
  - Meilleur buteur de la Copa Libertadores (8 buts).
  - Meilleur joueur de la Recopa Sudamericana.
  - Meilleur joueur du championnat de São Paulo.
  - Meilleur attaquant du championnat de São Paulo.
  - Prêmio Craque do Brasileirão : Titre des meilleurs joueurs, entraîneurs et arbitres du championnat du Brésil.
  - Prix brésilien du plus beau but marqué en championnat face à l'Atlético Mineiro.
  - Élu 2e meilleur buteur du monde par l'International Federation of Football History & Statistics (IFFHS)[244].
- En 2013 :
  - Ballon d'or du meilleur joueur de la Coupe des confédérations 2013.
  - Homme du match contre l'Espagne lors de la finale de la Coupe des confédérations 2013.
  - Nommé pour le Prix Puskás de la FIFA, prix du plus beau but pour sa réalisation en coupe des confédérations face au Japon.
- En 2014 :
  - Samba d'or du meilleur joueur brésilien évoluant en Europe.
  - Membre de l'équipe type de la Coupe du monde 2014.
  - Homme du match contre la Croatie et le Cameroun lors de la Coupe du monde 2014.
- En 2015 :
  - Prix LFP de meilleur joueur sud-américain.
  - Joueur du mois en Liga en novembre 2015.
  - Membre de l'équipe type de la Ligue des champions.
  - Membre de l'équipe de l'année UEFA.
  - Membre de l'équipe de l'année FIFA.
  - Samba d'or du meilleur joueur brésilien évoluant en Europe.
  - Co-meilleur buteur de la Ligue des champions (10 buts).
  - 3e au Ballon d'or 2015.
- En 2017 :
  - Meilleur passeur de la Ligue des champions (8 passes décisives).
  - Samba d'or du meilleur joueur brésilien évoluant en Europe.
  - Joueur du mois de Ligue 1 en décembre 2017.
  - Membre de l'équipe de l'année FIFA.
  - 3e au Ballon d'or 2017.
  - 3e au Prix The Best FIFA Football Awards 2017.
- En 2018 :
  - Trophée UNFP du meilleur joueur de Ligue 1.
  - Membre de l'équipe type de Ligue 1.
  - Meilleur passeur de Ligue 1 (13 passes décisives).
  - Élu Étoile d'Or France Football.
  - Homme du match contre le Mexique lors de la Coupe du monde 2018.
- En 2019 :
  - Membre de l'équipe type de Ligue 1.
- En 2020 :
  - Samba d'or du meilleur joueur brésilien évoluant en Europe.
  - Joueur du mois de Ligue 1 en janvier 2020.
  - Membre de l'équipe type de la Ligue des champions 2019-2020.
  - Élu joueur de la semaine lors des quarts de finale en Ligue des champions 2019-2020.
  - Homme du match contre l'Atalanta Bergame lors du quart de finale en Ligue des champions 2019-2020.
  - Élu joueur de la semaine lors de la 6e journée des phases de groupes en Ligue des champions 2020-2021.
- En 2021 :
  - Samba d'or du meilleur joueur brésilien évoluant en Europe.
  - Membre de l'équipe type de Ligue 1.
  - Membre de l'équipe type de la Ligue des champions 2020-2021.
  - Élu joueur de la semaine lors des quarts de finale retour en Ligue des champions 2020-2021.
  - Homme du match contre le Bayern Munich lors du quart de finale retour en Ligue des champions 2020-2021.
  - Membre de l'équipe type de la Copa América 2021.
  - Homme du match contre le Pérou, le Chili et une nouvelle fois le Pérou lors de la Copa América 2021.
- En 2022 :
  - Joueur du mois de Ligue 1 en août 2022.
  - Samba d'or du meilleur joueur brésilien évoluant en Europe.

### Classements de Neymar auBallon d'or
| Années | Classements                                                                                   | % des suffrages                                                                               | Clubs de Neymar                                                                               | Vainqueurs du Ballon d'or                                                                     |
| ------ | --------------------------------------------------------------------------------------------- | --------------------------------------------------------------------------------------------- | --------------------------------------------------------------------------------------------- | --------------------------------------------------------------------------------------------- |
| 2011   | 10e                                                                                           | 1,12 %                                                                                        | Santos                                                                                        | Lionel Messi (47,88 %)                                                                        |
| 2012   | 13e                                                                                           | 0,61 %                                                                                        | Santos                                                                                        | Lionel Messi (41,60 %)                                                                        |
| 2013   | 5e                                                                                            | 3,17 %                                                                                        | Santos / FC Barcelone                                                                         | Cristiano Ronaldo (27,99 %)                                                                   |
| 2014   | 7e                                                                                            | 2,21 %                                                                                        | FC Barcelone                                                                                  | Cristiano Ronaldo (37,66 %)                                                                   |
| 2015   | 3e                                                                                            | 7,86 %                                                                                        | FC Barcelone                                                                                  | Lionel Messi (41,33 %)                                                                        |
| 2016   | 5e                                                                                            | 4,31 %                                                                                        | FC Barcelone                                                                                  | Cristiano Ronaldo (47,18 %)                                                                   |
| 2017   | 3e                                                                                            | 12,88 %                                                                                       | FC Barcelone / Paris Saint-Germain                                                            | Cristiano Ronaldo (33,76 %)                                                                   |
| 2018   | 12e                                                                                           | 0,66 %                                                                                        | Paris Saint-Germain                                                                           | Luka Modrić (26,14 %)                                                                         |
| 2019   | Non classé                                                                                    | Non classé                                                                                    | Paris Saint-Germain                                                                           | Lionel Messi (24,36 %)                                                                        |
| 2020   | Non attribué faute de conditions équitables suffisantes en raison de la pandémie de Covid-19. | Non attribué faute de conditions équitables suffisantes en raison de la pandémie de Covid-19. | Non attribué faute de conditions équitables suffisantes en raison de la pandémie de Covid-19. | Non attribué faute de conditions équitables suffisantes en raison de la pandémie de Covid-19. |
| 2021   | 16e                                                                                           | 0,33 %                                                                                        | Paris Saint-Germain                                                                           | Lionel Messi (22,54 %)                                                                        |
| 2022   | Non classé                                                                                    | Non classé                                                                                    | Paris Saint-Germain                                                                           | Karim Benzema (36,90 %)                                                                       |

## Filmographie

### Cinéma
- 2017 : XXX: Reactivated : lui-même.

### Télévision
- 2019 : La casa de papel : le moine João (saison 3, épisodes 6 et 8).
- 2022 : Neymar, le chaos parfait, mini-série documentaire Netflix en trois épisodes.